# Triebwagen

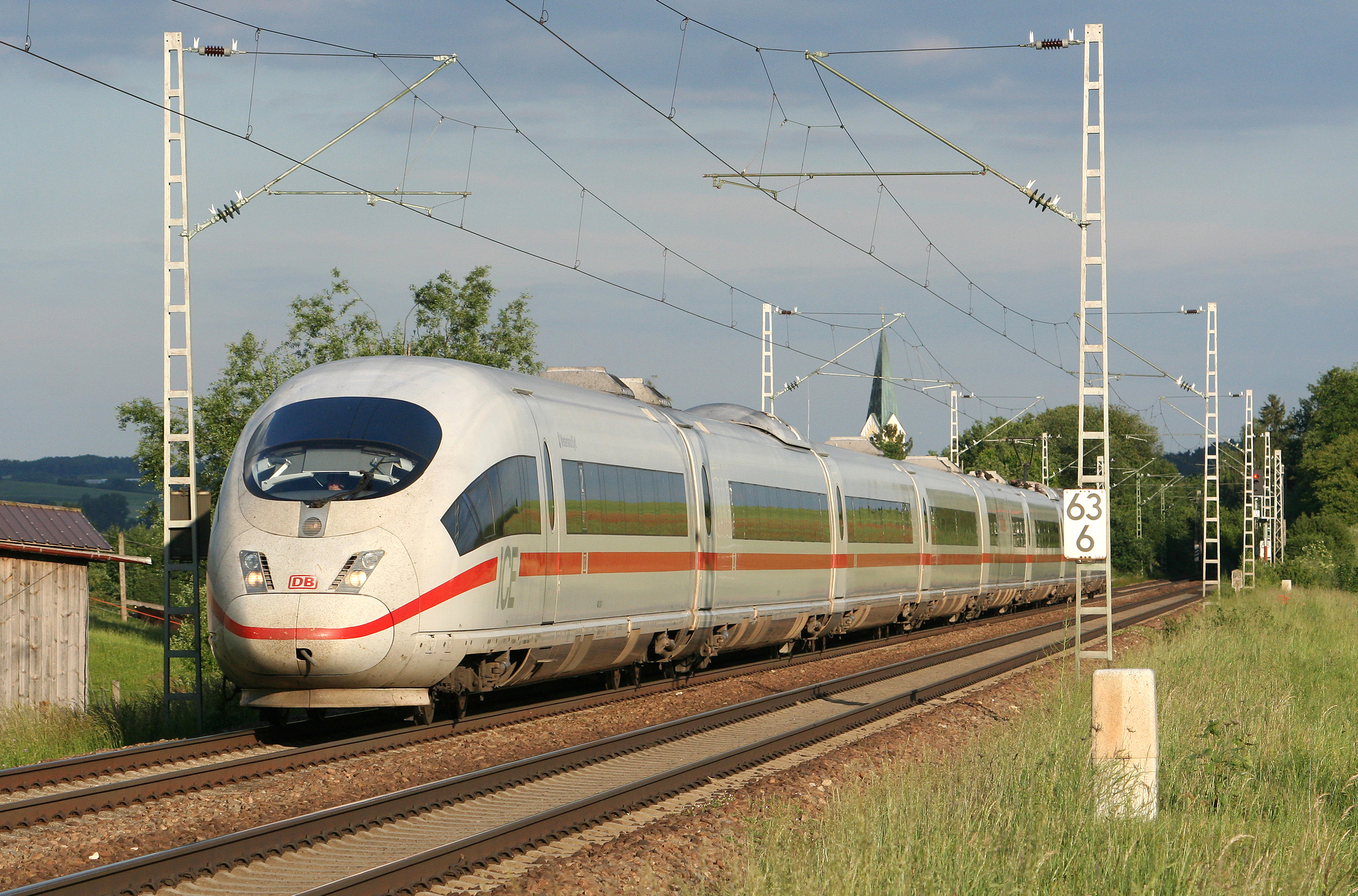
ICE 3 auf der Bahnstrecke München–Treuchtlingen

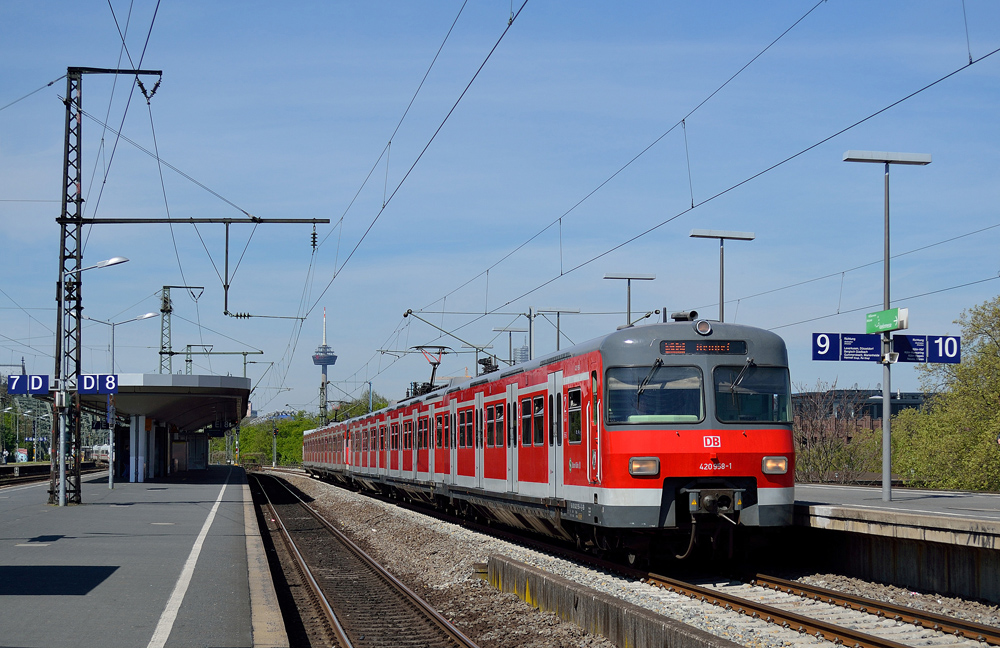
Ein Triebwagen der Baureihe 420 der S-Bahn Köln als S 12 im Bahnhof Köln Messe/Deutz (Mai 2016)

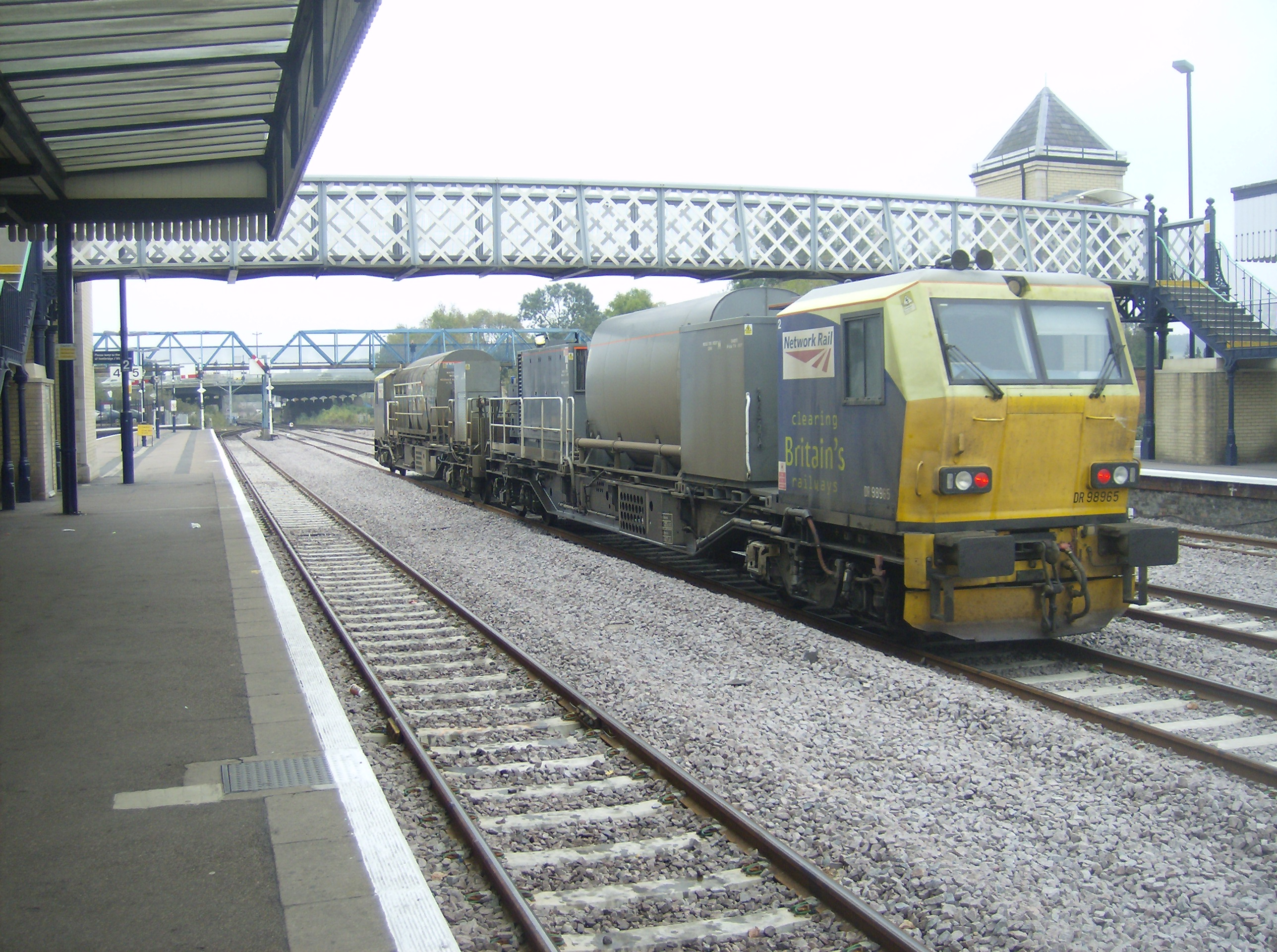
British Rail-Arbeitstriebwagen MPV

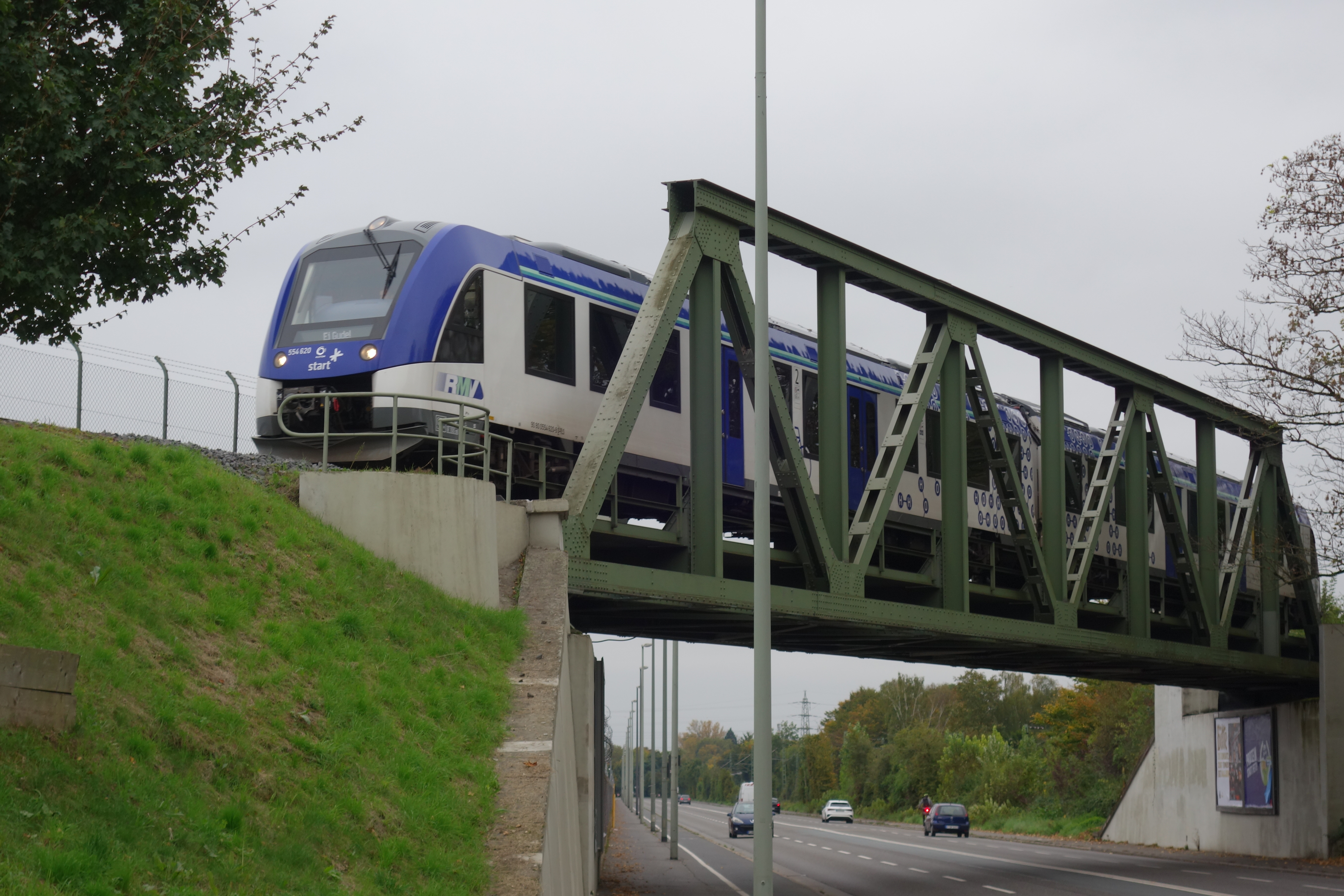
Mit Brennstoffzelle angetriebener iLint der Regionalverkehre Start Deutschland unterwegs zur Wasserstofftankstelle im Industriepark Höchst

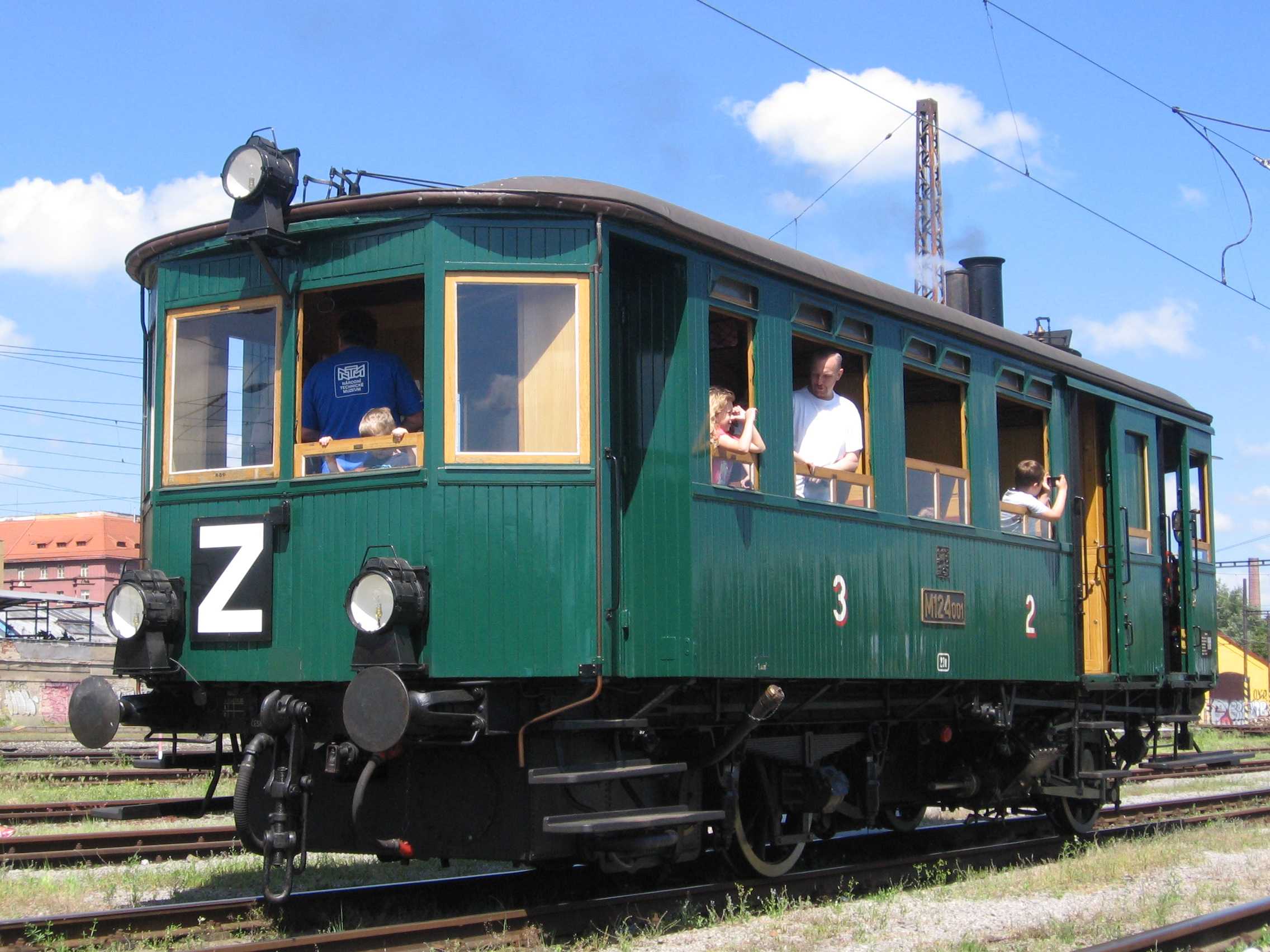
Dampftriebwagen M 124.001 ČSD

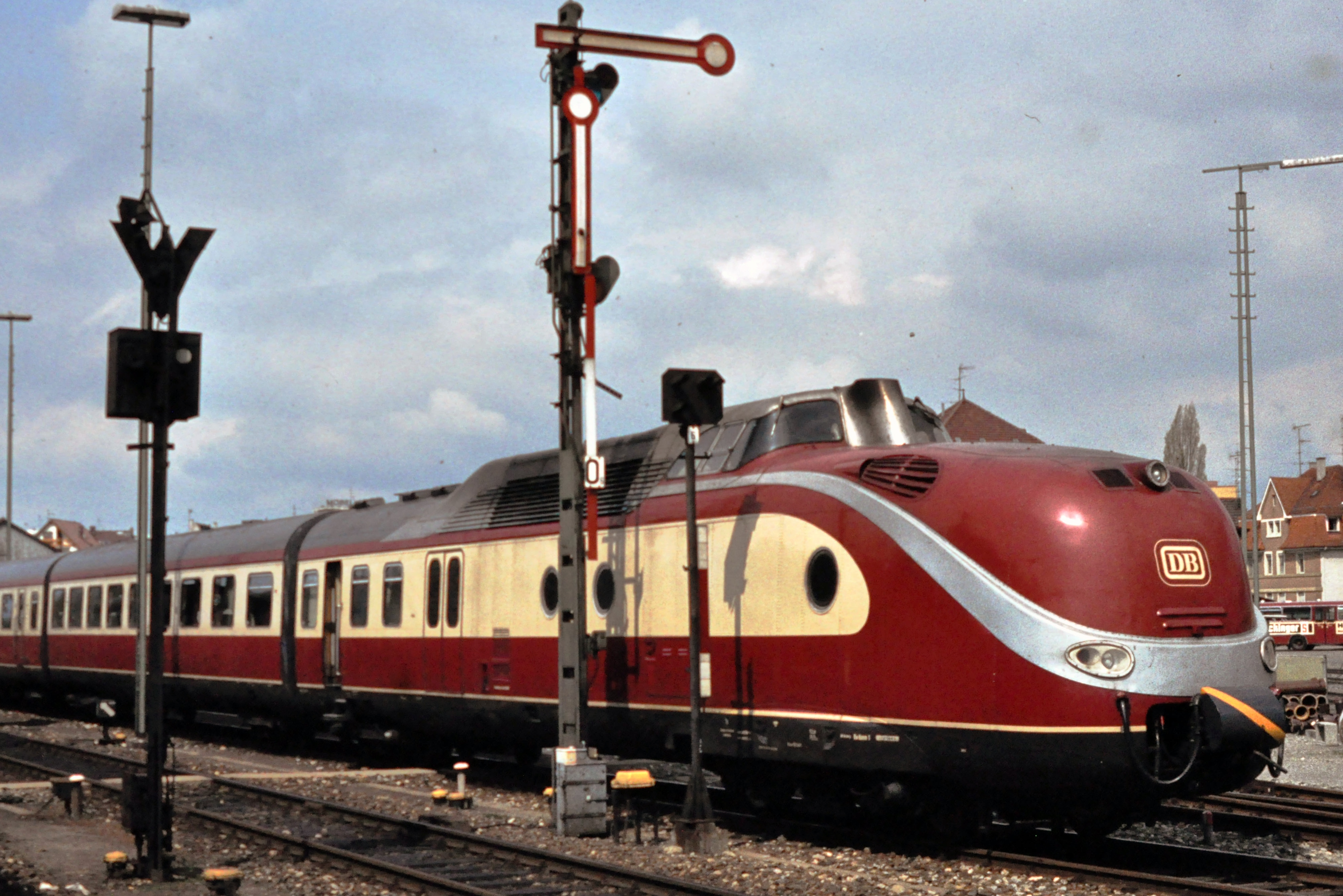
Diesel-Triebzug des Typs VT 11.5

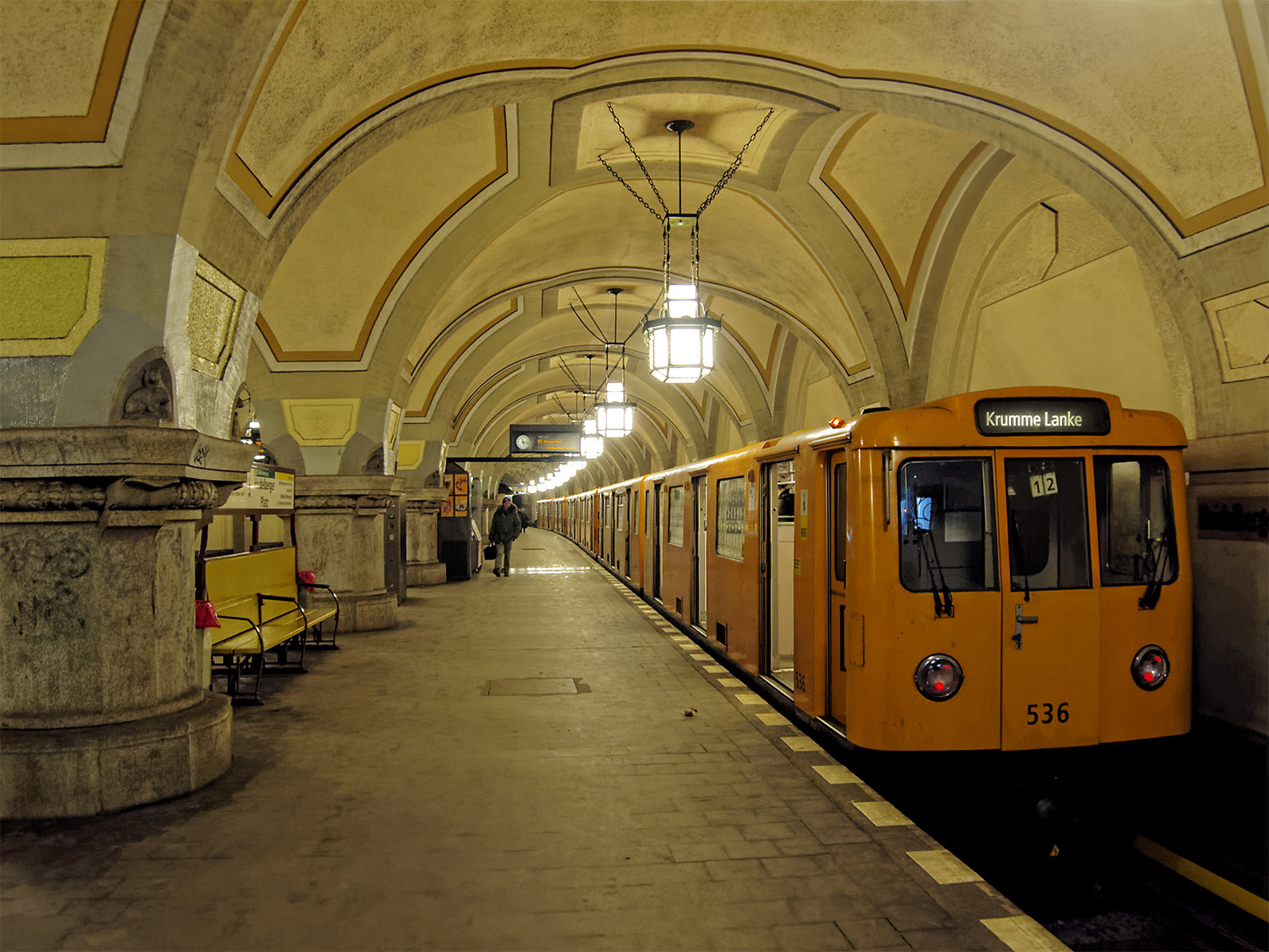
Triebwagen vom Typ A3 der U-Bahn Berlin

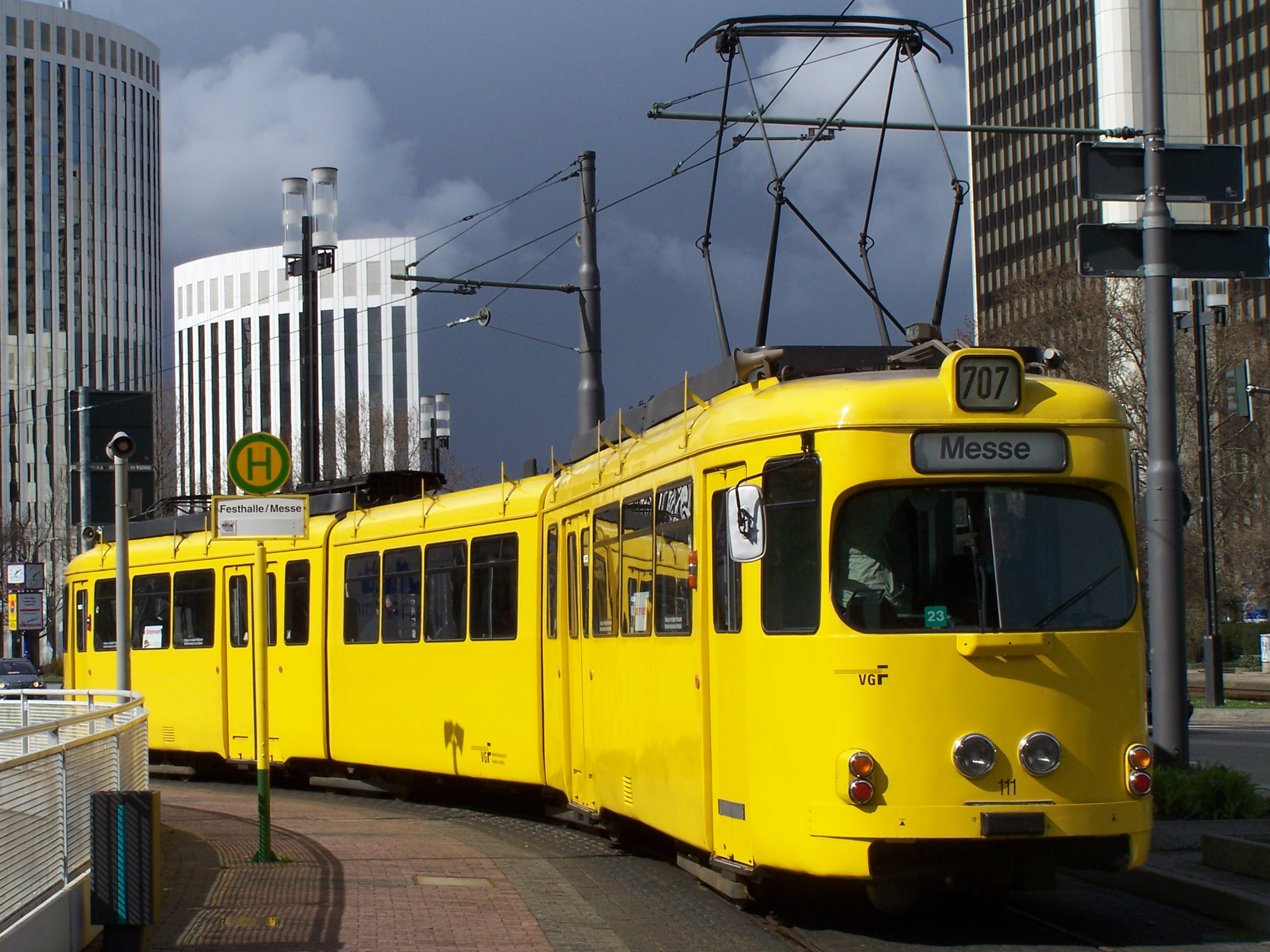
Straßenbahntriebwagen vom Typ O der Frankfurter Straßenbahn

Triebwagen oder Motorwagen sind angetriebene Schienenfahrzeuge (Triebfahrzeuge), die Fahrgäste oder Ladung befördern. Im Unterschied dazu haben Lokomotiven, die zum Befördern von Wagen dienen, mit Ausnahme von Gepäcklokomotiven keinen Raum für die Fahrgast- oder Güterbeförderung.
Im späteren Verlauf wurden Triebwagen zuerst im Straßenbahnbetrieb eingesetzt, nach dem Verschwinden der Pferdestraßenbahn wurden sie dort das praktisch ausschließliche Beförderungsmittel, an die bald zusätzliche motorlose Beiwagen angehängt wurden.
Aus Triebwagen gebildete Züge nennt man Triebwagenzug oder Motorzug. Teilweise war dies früher in den Fahrplänen auch anhand der Zuggattung zu erkennen, so beispielsweise beim Fernschnelltriebwagen, beim Schnelltriebwagen, beim Eiltriebwagen, beim Städteschnellverkehrstriebwagen oder beim Nahschnellverkehrstriebwagen. In den Fahrplänen war das häufig durch ein t in der Zuggattungsbezeichnung erkennbar.

## Definitionen

### Deutsch
- Ein Triebwagen ist ein einzelner, angetriebener Wagen, der allein oder zusammen mit Steuer-, Mittel- und Beiwagen als Zug eingesetzt wird. Entsprechend ausgestattete Triebwagen können anstelle einer Lokomotive einen Zug befördern. Bis in die 1930er Jahre wurde in Deutschland synonym auch der Begriff „Schienenomnibus“ verwendet, dann aber 1933 festgelegt, dass einheitlich die Bezeichnung „Triebwagen“ verwendet werden solle.[1]
- Ein Doppeltriebwagen besteht aus zwei fest miteinander gekuppelten Triebwagen und wird gleich wie ein Triebwagen eingesetzt.
- Ein Gelenktriebwagen ist ein Triebwagen, der aus mehreren gelenkig verbundenen Wagenkastenelementen besteht, z. B. mit Jakobs-Drehgestell, aufgesattelt wie beim Stadler Flirt oder in der Art der Kurzgelenkwagen.
- Ein Triebzug ist eine mit eigenem Antrieb versehene, im Regelbetrieb nicht trennbare Einheit aus mehreren Fahrzeugen, diese werden je nach Funktion als Triebwagen, Triebkopf, Mittel- und Steuerwagen bezeichnet. Vielteilige Gelenktriebwagen werden als Triebzüge bezeichnet. Ein Triebzug unterscheidet sich von einem Wendezug (schweiz.: Pendelzug) dadurch, dass die Mittelwagen nicht als normale Reisezugwagen verwendet werden können. Allerdings werden Wendezüge oft im Regelbetrieb auch nicht mehr getrennt und nur noch in den Fahrzeugunterhaltungszentren umformiert. Andererseits umfassen manche Triebzüge keinen einzigen Triebwagen, wenn nämlich die Triebköpfe nichts außer Führerstand und Antriebseinrichtungen enthalten und keine Achse der Fahrgastwagen angetrieben ist. Schließlich gibt es Triebzüge, die betrieblich als untrennbare Einheiten behandelt und nummeriert sind, technisch aber durchaus als Einzelfahrzeuge Verwendung finden könnten.
- Ein Triebwagenzug wird in einer engeren Definition aus zwei oder mehreren Triebwagen – also ausschließlich motorisierten Einheiten – gebildet (zum Beispiel bei den Baureihen 403 und 420 der Deutschen Bundesbahn). Eine weiter gefasste Definition bezeichnet damit jede Kombination von mindestens zwei Triebwagen oder Triebzügen, gegebenenfalls unter Einschluss von nicht motorisierten Mittel-, Steuer- oder Beiwagen, sofern die gekuppelten Triebwageneinheiten betrieblich trennbar sind – z. B. für Flügelzugkonzepte. Einheiten, die betrieblich nicht trennbar sind, sind dagegen allein schon aus diesem Grund Triebzüge.[2] In einer dritten Definition wird Triebwagenzug als Synonym zu Triebzug verwendet.[3]
- Als Zwillingstriebwagen bezeichnet man zwei permanent miteinander gekuppelte Straßenbahn-Triebwagen, die nur gemeinsam eingesetzt werden können.
- Als geführte Triebwagen oder motorisierte Anhänger bezeichnet man Straßenbahntriebwagen, die keine vollwertige Führerstandseinrichtung besitzen und nicht an erster Stelle eines Zugverbands eingesetzt werden können.
- Sind zwei Triebwagen in einem Zug gekuppelt, so spricht man von Doppeltraktion, bei drei Triebwagen von Dreifachtraktion, allgemein von Mehrfachtraktion.

Umgangssprachlich werden die Begriffe „Triebwagen“, „Triebzug“ und „Triebwagenzug“ nicht immer scharf voneinander abgegrenzt. „Triebzug“ wird dabei eher im technischen Zusammenhang verwendet, für kürzere Einheiten wird dafür häufig der Begriff „Triebwagen“ gebraucht.

### Andere Sprachen

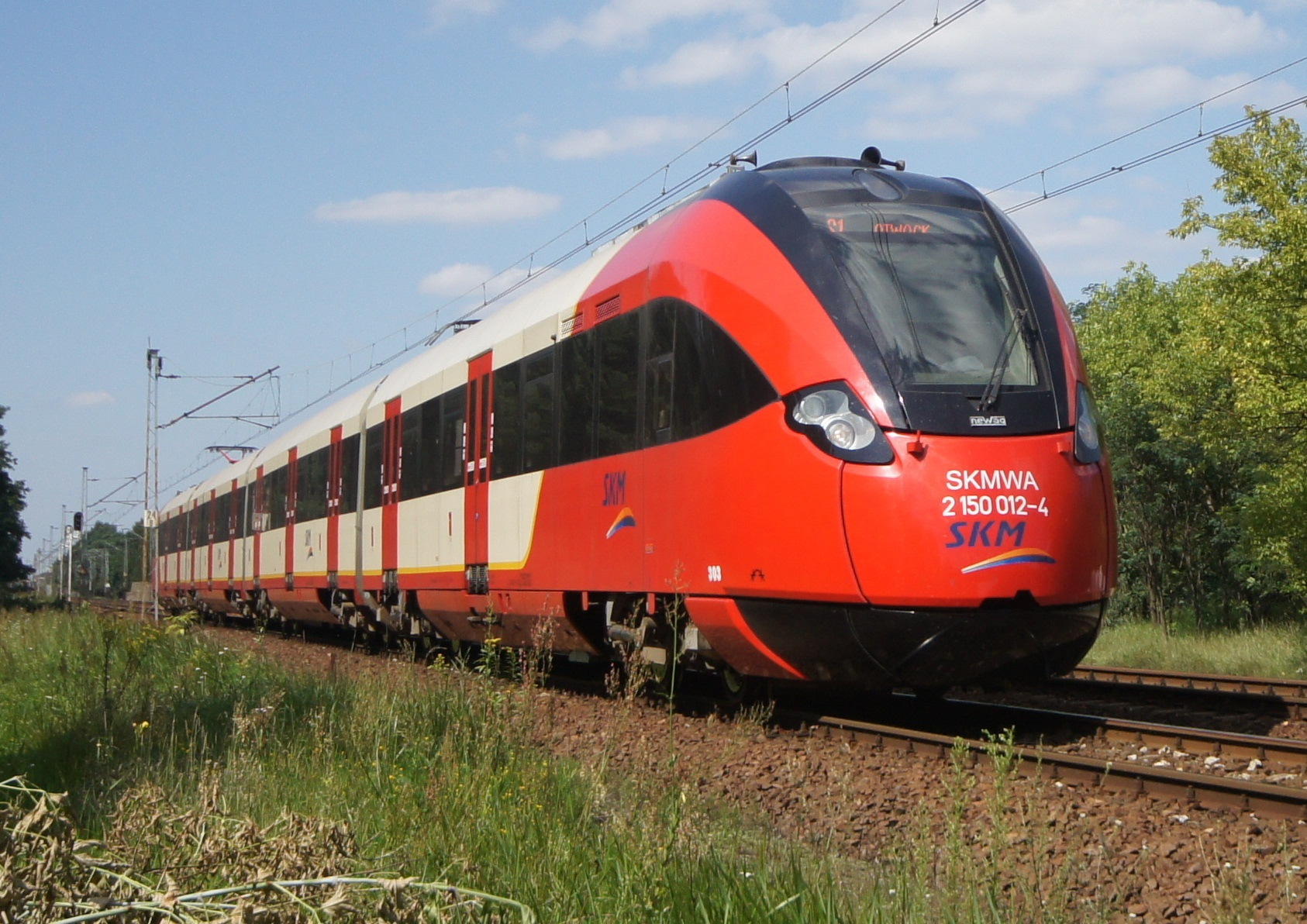
Polnischer Newag 19WE

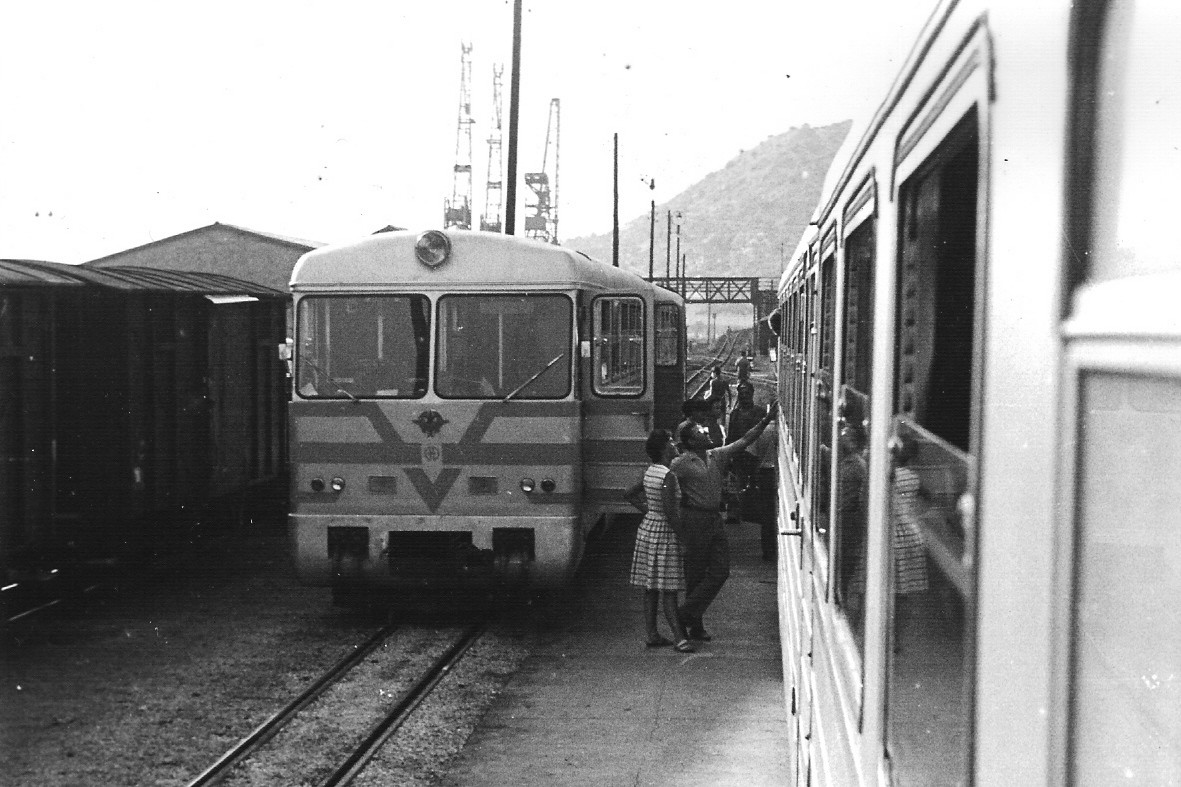
Schmalspur-Dieseltriebwagen der JŽ-Baureihe 802 in Dubrovnik (1967)

In anderen Sprachen sind die Abgrenzungen zwischen Triebwagen, Triebzügen, Schienenbussen und innerhalb dieser Kategorien oft anders gezogen als im Deutschen, was insbesondere beim Übersetzen Probleme bietet.
- Im Englischen heißen Einzeltriebwagen je nach Verwendungszweck „railcar“ oder „motor coach“. Im amerikanischen Englisch, wo railcar auch gewöhnliche, also unmotorisierte Eisenbahnwagen bezeichnet, gibt es daneben für Triebwagen die genauere Bezeichnung „railmotor“. Im irischen Englisch verwendet man railcar auch für Triebzüge. Triebzüge werden als „multiple units“ bezeichnet, unterschieden nach Antrieb in „electric multiple unit“ (EMU), „diesel multiple unit“ (DMU) und „bimodal multiple unit“ (BMU). Oft wird dahinter in Ziffern die Anzahl der verbundenen Fahrzeuge angegeben, z. B. „DMU3“. Nach diesem Schema werden Einzeltriebwagen wiederum als „EMU1“ oder „DMU1“ bezeichnet, sofern sie für den Einsatz im Zugverband ausgerüstet sind. Neuerdings sind auch BEMU (batterieelektrische …) und HEMU (hydrogenelektrische …) in Gebrauch.
- Das Französische unterscheidet bei Einzeltriebwagen zwischen «motrice» (bei der Straßenbahn), «automotrice» (Elektro- und Dampftriebwagen bei der Eisenbahn)[4] und «autorail» (Verbrennungstriebwagen). Triebzüge jeder Antriebsart heißen französisch «rame automotrice».
- Das Italienische nennt Einzeltriebwagen unabhängig von der Antriebsart „automotrice“, elektrische Triebzüge „elettrotreno“.[4] Früher wurde zum Teil der Begriff „Littorine“ als Gattungsbegriff für Dieseltriebwagen verwendet.
- Im Niederländischen bezeichnet man Einzeltriebwagen einfach als „motorrijtuig“ (dt.: Motorfahrzeug), was motorisierte Draisinen einschließt, im Flämischen als „motorwagen“. Triebzüge nennt man „treinstel“.
- Ähnlich ist es im Rumänischen: Der Triebwagen heißt „automotor“ (Pl.: „automotoare“) und kann ein „automotor diesel“ oder ein „automotor electric“ sein. Ein elektrischer Triebzug heißt abgeleitet vom Französischen „rama electrica“.
- Im Russischen heißt der Einzeltriebwagen mit Verbrennungsmotor Автомотриса (Awtomotrissa), der elektrisch angetriebener Wagen Электромотриса (Elektromotrissa), der Triebzug übergreifend Моторвагонный подвижной состав (Motorwagonny Podwischnoi Sostaw) oder je nach Antrieb Электропоезд (Elektropojesd, dt.: „Elektrozug“) oder Дизель-поезд (Disel-Pojesd, dt.: Dieselzug). Ein Dieselzug, der auch Strom aus dem Kontaktnetz beziehen kann, heißt Дизель-электропоезд (Disel-Elektropojesd, dt.: Dieselelektrozug).[5]
- Im Spanischen heißen Triebwagen unabhängig von der Antriebsart „automotor“, Triebzüge „unidad de tren“.
- Im Ungarischen heißt der Triebwagen „motorkocsi“ und der Triebzug „motorvonat“. Hier ist zu beachten, dass eine der ungarischen Bezeichnungen für Dampfmaschine „gőzmotor“ (‚Dampfmotor‘) ist und daher die früheren Dampftriebwagen („gőzmotorkocsi“) „mot“ in der Seriennummer trugen.
- Im Tschechischen heißt der Triebwagen „elektrický vůz“ (dt.: „elektrischer Wagen“), häufiger wird aber vom Triebzug gesprochen – „elektrická jednotka“ (dt.: „elektrische Einheit“, Einheit im Sinne einer Baugruppe), die der englischen EMU entspricht. Analog dazu spricht man bei Dieselantrieb von „motorový vůz“ (dt.: „Motorwagen“) bzw. „motorová jednotka“ (dt.: „Motoreinheit“), englisch DMU.

## Straßenbahn
Bei der Straßenbahn verkehren Triebwagen meistens einzeln oder in Mehrfachtraktion. Früher war es, besonders im deutschsprachigen Raum, weit verbreitet, Beiwagen (schweiz.: Anhängewagen) ohne eigenen Antrieb mitzuführen, manchmal beschränkt auf die Hauptverkehrszeiten oder die Zeit tagsüber, um die Personalkosten für die Schaffner bzw. Kondukteure zu sparen. Diese wirkten beim Umsetzen an den Endstellen mit. Mit der Einführung des schaffnerlosen respektive kondukteurlosen Betriebs wurden die Beiwagen ganztägig mitgeführt. Jedoch ersetzten im Laufe der Jahre immer mehr Städte ihre Anhängerzüge durch (Multi-)Gelenktriebwagen bzw. Mehrfachtraktionen. Dieser Umstellungsprozess führte dazu, dass 2024 in der Schweiz nur noch in Basel und in Österreich nur noch in Wien Beiwagen eingesetzt werden. In Deutschland sind sie nur noch in Bad Schandau, Bielefeld, Braunschweig, Darmstadt, Kassel, Leipzig und Magdeburg anzutreffen.
Einrichtungstriebwagen haben dabei nur einen Führerstand und Türen meist nur auf einer Seite, diese benötigen an den Endstellen Wendeschleifen oder Gleisdreiecke. Zweirichtungstriebwagen sind hingegen wie Eisenbahnfahrzeuge frei in beide Richtungen verwendbar. Vereinzelt werden zwei Triebwagen „Heck-an-Heck“ gekuppelt, um sie als Zweirichtungszug verwenden zu können. Für die freie Verwendbarkeit müssen die beiden Triebwagen beidseitig Türen besitzen. Man spricht in diesem Fall auch von Anderthalbrichtungswagen. Statt eines zweiten Triebwagens kann ein mit Führerstand ausgerüsteter Beiwagen, also ein Steuerwagen, eingesetzt werden – jedoch stellen Steuerwagen im Straßenbahnbereich eine seltene Ausnahme dar.
In der Schweiz waren bei Straßenbahnen die Bezeichnungen Triebwagen und Beiwagen nicht üblich. Die Beiwagen wurden Anhängewagen oder nur Anhänger genannt. Die mit Fahrmotoren versehenen Wagen wurden als Motorwagen bezeichnet. Diese hatten bis etwa 1930–1935 meist zwei Führerstände und Einstiegstüren auf beiden Seiten. Sie konnten mit oder ohne Anhänger verkehren. Da nicht alle Bahngesellschaften an den Endstationen über Wendeschleifen verfügten, mussten die Anhängewagen an solchen Kuppelendstellen abgekuppelt und umfahren werden. Mit dem Erscheinen der Schweizer Standardwagen ging die Entwicklung hin zu Einrichtungswagen.

## Eisenbahn

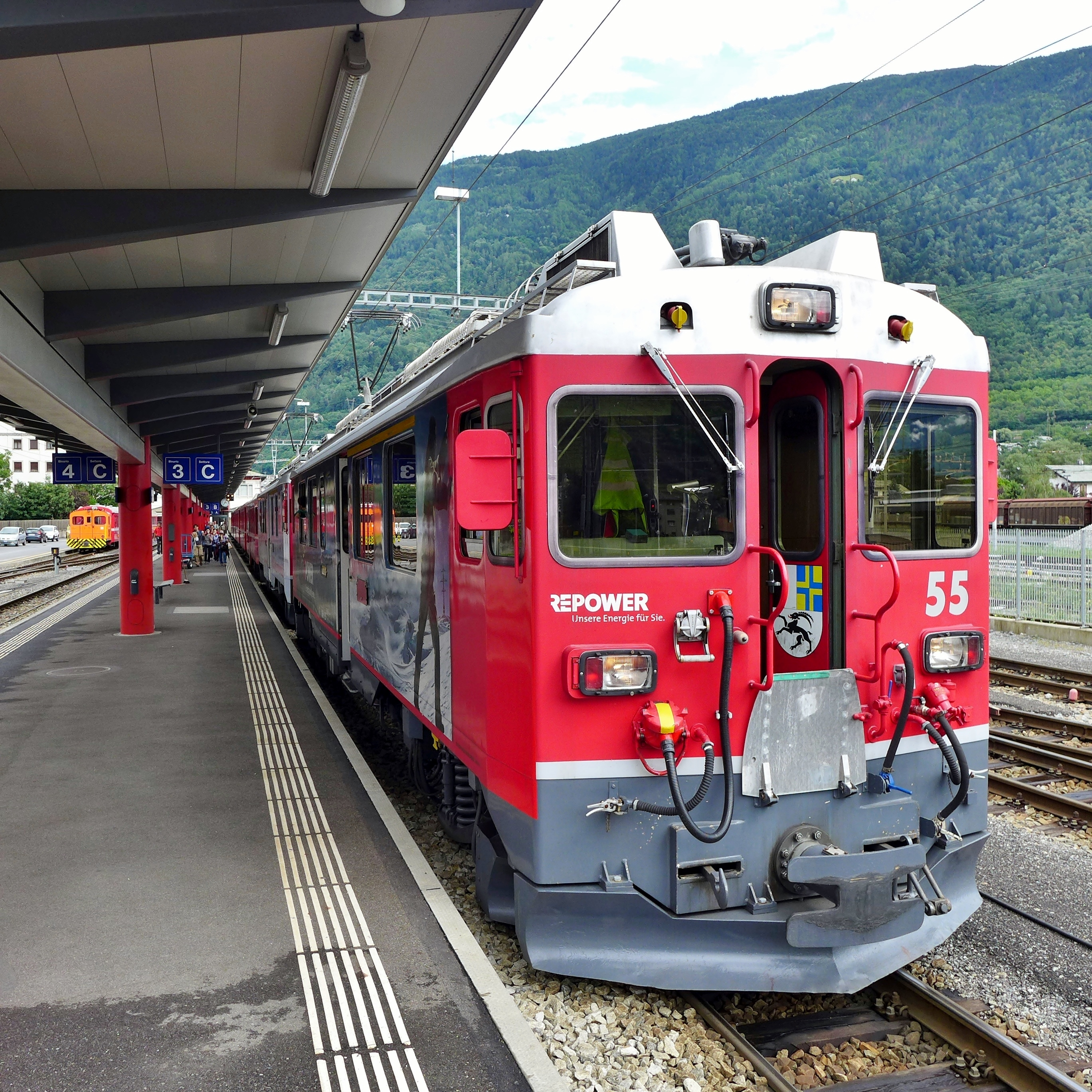
Berninabahn-Schlepptriebwagen ABe 4/4 III mit Übergang für Personal in Tirano

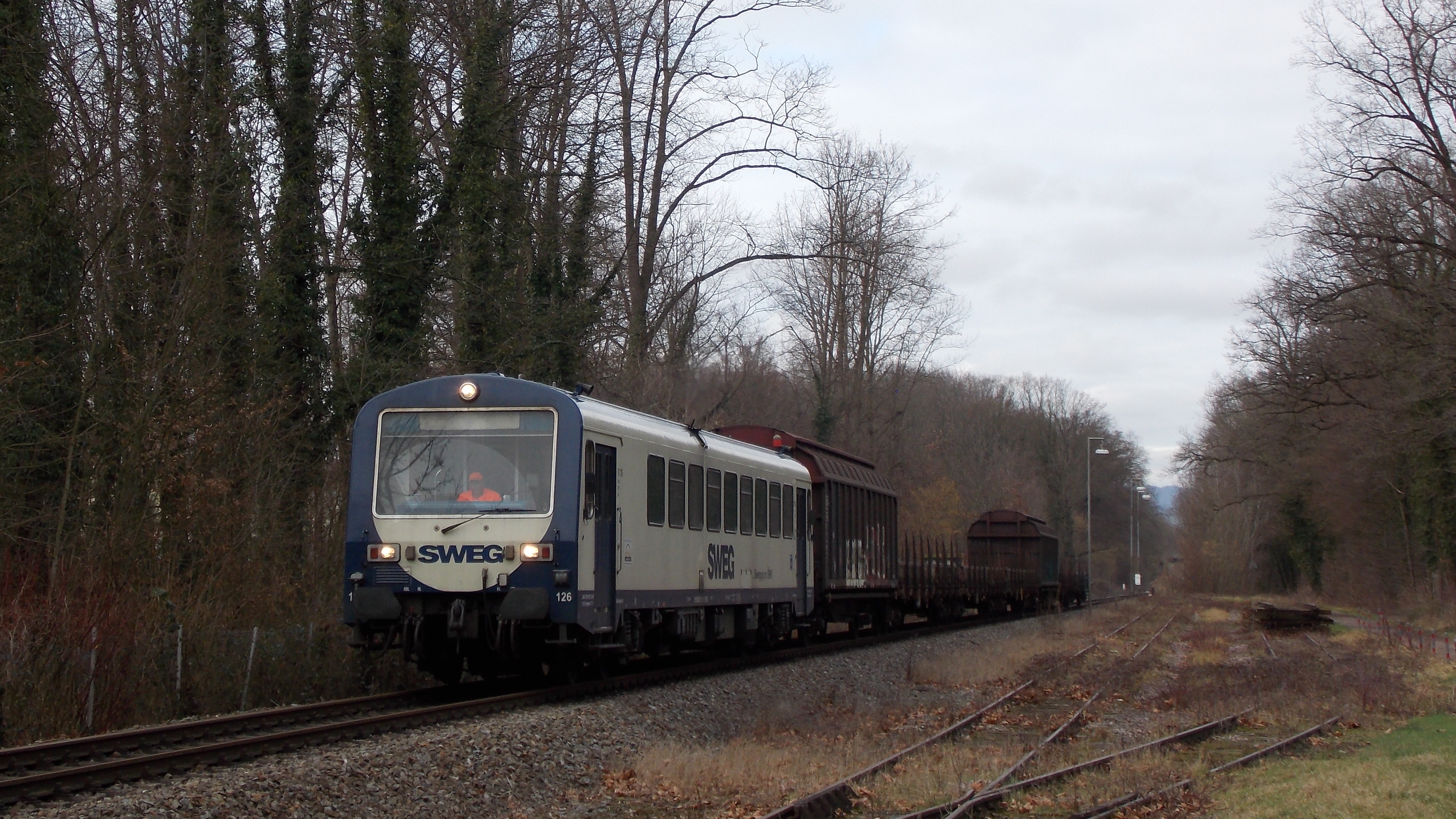
NE 81 der SWEG als Schlepptriebwagen eines Güterzugs, 2016

Neben den Triebwagen des Personenverkehrs gibt es Gütertriebwagen und Arbeitstriebwagen. Gepäcktriebwagen sind vor allem in der Schweiz anzutreffen, sie sind andernorts mit dem Rückgang oder der Abschaffung des Gepäcktransports verschwunden. In einigen Ländern gab und gibt es spezielle Posttriebwagen oder -züge, z. B. in Belgien, den Niederlanden oder auf einigen Schmalspurbahnen in der Schweiz; neuerdings auch in Form von Hochgeschwindigkeitszügen wie den „TGV La Poste“ in Frankreich und den italienischen ETR 500 Mercitalia.
Vor allem auf Nebenbahnen und Schmalspurbahnen wurden früher Schlepptriebwagen anstelle von Lokomotiven für Reise- und Güterzüge eingesetzt. Diese hatten Regelkupplungen, damit sie wie Lokomotiven vor leichten Zügen eingesetzt werden konnten.
Typischerweise besitzen sie eine höhere Motorleistung als reguläre Triebwagen in Deutschland, die, wenn überhaupt, nur ein bis zwei speziell für diesen Triebwagentyp ausgelegte Bei- oder Steuerwagen zu befördern hatten. Die meisten Schlepptriebwagen waren einteilige Fahrzeuge. Verglichen mit Lokomotiven hatten sie eine kleinere Antriebsleistung. Das genügte für das im Vergleich zu Hauptbahnen geringere Verkehrsaufkommen und sparte pro Zug einen Reisezugwagen.
Am häufigsten finden sich Triebwagen im elektrischen Betrieb als elektrische Triebwagen, umgangssprachlich »Elektrotriebwagen«. Ebenfalls große Verbreitung gefunden haben Verbrennungstriebwagen (mit Diesel- bzw. früher auch mit Ottomotor), wogegen Dampftriebwagen vergleichsweise selten waren. Triebwagen mit mehreren Antriebsarten heißen Zweikrafttriebwagen.
Triebzüge übernahmen im Verlaufe des zwanzigsten Jahrhunderts in weiten Teilen Europas den Regionalverkehr. Mit mehreren angetriebenen Einheiten haben sie eine höhere Beschleunigung als lokomotivbespannte Züge, was sich bei den zahlreichen Halten besonders bemerkbar macht.
Eine andere Entwicklung führte über die Schnelltriebwagen zu den Zügen für den Hochgeschwindigkeitsverkehr. Neben der Möglichkeit, die Antriebsausrüstung zu verteilen, war es insbesondere erforderlich, den Zug als ganzes hinsichtlich des Luftwiderstands zu optimieren. Manche solcher Züge bestehen jedoch technisch gesehen, wie bei den ersten beiden Generationen des ICE, aus zwei „Triebkopf“ genannten Lokomotiven mit zwischengereihten Wagen im einheitlichen Design, was auf den Betrachter wie ein Triebzug wirkt.

### Vor- und Nachteile

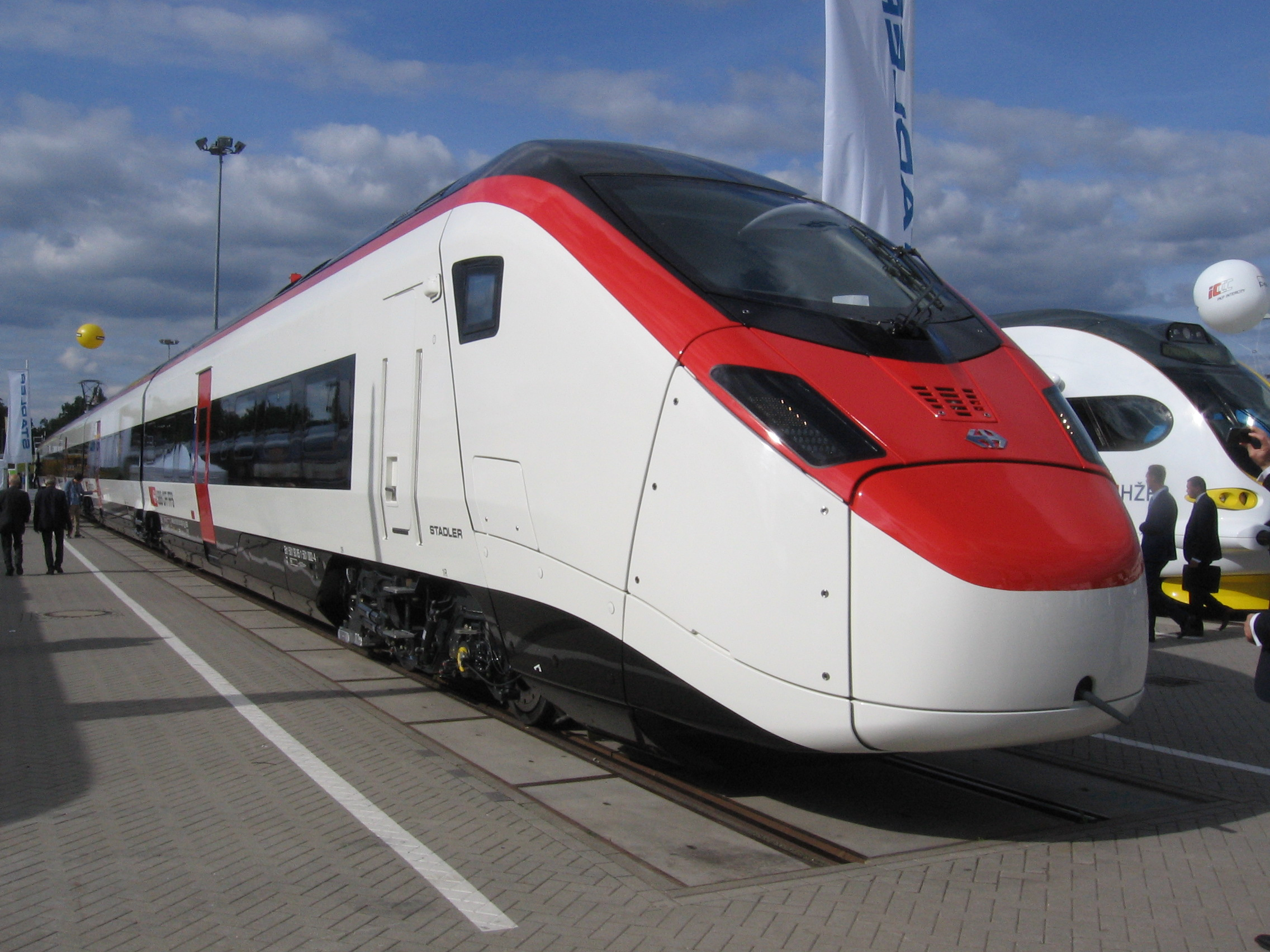
Die „Giruno“ der SBB werden nur mit 200 km/h verkehren. Fernverkehr mit dieser Geschwindigkeit wäre mit lokomotivbespannten Reisezügen kostengünstiger.

Bei Triebzügen kann die Antriebsleistung genauer auf die Zugmasse abgestimmt werden. Falls die Masse von mehreren Wagen als Adhäsionsgewicht genutzt wird, verbessert sich die nutzbare Anfahrzugkraft bei gleicher Antriebsleistung, was eine große Beschleunigung ermöglicht. Neben dem Regionalverkehr haben Triebzüge im Hochgeschwindigkeitsverkehr ihre Berechtigung. Um dort die notwendigen hohen Leistungen auf die Schiene zu bringen, kommen meist Triebzüge mit mehr angetriebenen Achsen als bei einem herkömmlichen lokomotivbespannten Reisezug zum Einsatz. Bei Hochgeschwindigkeitszügen ist nicht nur eine hohe Antriebsleistung von Bedeutung, sondern auch die Aerodynamik, die bei Triebzügen vorteilhafter ist als bei klassischen lokomotivbespannten Zügen.
In einigen Ländern, beispielsweise in der Schweiz und der Tschechoslowakei und ihren Nachfolgestaaten waren und sind Triebwagen üblich, die sowohl mit dazugehörenden Bei- und Steuerwagen als auch mit klassischen Reisezugwagen gekuppelt werden können und damit ähnlich flexibel nutzbar wie Lokomotiven und Reisezugwagen sind. Bei den ČSD und ihren Nachfolgern wurden insbesondere die Beiwagen von Verbrennungstriebwagen auch als lokbespannte Züge eingesetzt. Vielfach überlebten die Beiwagen die dazugehörenden Triebwagen um viele Jahre.
→ Siehe auch Abschnitt Alternativen im Artikel Wendezug
Diesen Vorteilen der Triebzüge stehen allerdings auch Nachteile gegenüber:
- Kurzfristige Flexibilität: Da die einzelnen Zugteile nur auf Werkstattgleisen oder gar nicht geteilt werden können, sind Triebzüge im Betrieb wesentlich unflexibler, da die Einheit nicht kurzfristig durch An- oder Abkuppeln einzelner Wagen auf stärkere oder schwächere Nachfrage reagieren kann. Bei Triebzügen muss auf Mehrfachtraktion zurückgegriffen werden, was zwangsläufig zu teuren Überkapazitäten führt.
- Langfristige Flexibilität: Sollen die Kapazität erhöht werden oder der Anteil erster Klasse, die Verpflegungsmöglichkeit oder die Motorisierung angepasst werden, ist das bei Triebzügen nur mit teuren Umbauten oder mit Mehrfachtraktion möglich.
- Große Zuglänge: Ein einstöckiger Triebzug hat etwa 40 Sitzplätze mehr als ein Wendezug von gleicher Länge. Dieser Vorteil verschwindet fast vollständig bei Doppeltraktion. Ab etwa 400 Sitzplätzen sind die Masse pro Sitzplatz und die Lebenszykluskosten des lokomotivbespannten Reisezugs günstiger. Die Kosten der Lokomotive können auf eine große Anzahl Wagen umgelegt werden.
- Platzverhältnisse bei Doppelstockzügen: Bei der üblichen Fahrzeugbegrenzungslinie G1 geht der Einbau der Antriebsaggregate in Doppelstocktriebzügen zulasten von Sitzplätzen. Ein doppelstöckiger Triebzug ist nur bis etwa 200 Sitzplätze vorteilhafter als ein Doppelstock-Wendezug. Bei einstöckigen Triebzügen steht in der Regel genug Raum unterflur und im Dachbereich zur Verfügung.
- Markt mit gebrauchten Fahrzeugen: Nicht mehr benötigte Triebzüge können schwieriger verkauft werden, weil sie oft auf ihr ursprüngliches Einsatzgebiet zugeschnitten sind. Dagegen sind Reisezugwagen standardisiert und oft international freizügig einsetzbar, was ihren Betreibern strategische Vorteile verschafft.

Zusammengefasst eignen sich Triebzüge eher bei kurzen Zügen mit großen Anforderungen an die Beschleunigung, während lokomotivbespannte Reisezüge Vorteile im klassischen Fernverkehr mit langen Zügen besitzt.

### Entwicklungen bei Gebirgsbahnen

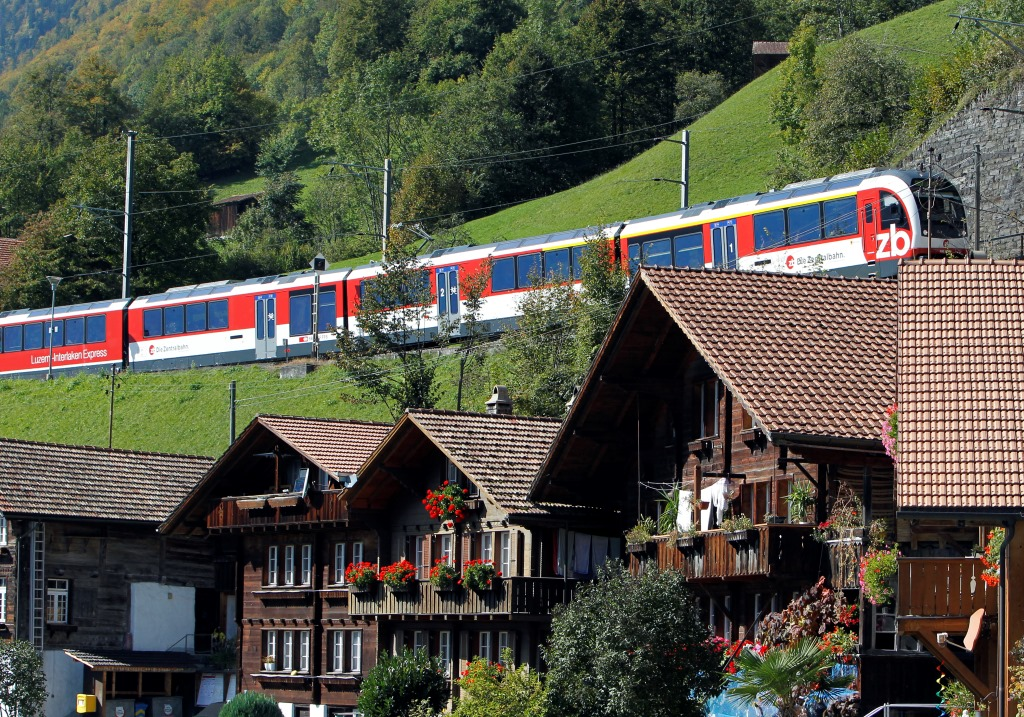
InterRegio mit „Adler“-Triebzug ABeh 150 der Zentralbahn oberhalb von Brienz

Zahnradbahnen werden häufig mit elektrischen Einzel- oder Doppeltriebwagen – oft ergänzt mit Zwischen- und Steuerwagen – betrieben. Die verhältnismäßig kurzen Triebwagenzüge und Triebzüge zeichnen sich durch ihr geringes Gewicht aus, was bei Zahnradbahnen besonders vorteilhaft ist. Wegen der zunehmend schwerer gewordenen Züge wird bei der Zentralbahn (ZB) und der Matterhorn-Gotthard-Bahn (MGB) im Zahnstangenbetrieb ein Teil der Zugkraft über den Adhäsionsantrieb aufgebracht. Ein solcher Antrieb kommt bei den Lokomotiven HGe 4/4 II zum Einsatz. Bei den mehrteiligen „Adler“- und „Fink“-Triebzügen ABeh 150 und ABeh 160/161 der Zentralbahn konnte ein solcher Antrieb erstmals in einem (mehrteiligen) Triebzug realisiert werden, womit die ganze Zuglänge als Nutzfläche zur Verfügung steht und das „tote Gewicht“ einer Lokomotive vermieden wird. Ein Teil der Drehgestelle ist mit Adhäsionsantrieb, ein Teil mit Zahnradantrieb ausgestattet. Die Antriebsdrehgestelle mit Adhäsionsantrieb erbringen auf den Zahnstangenabschnitten etwa einen Drittel der Antriebsleistung, wodurch die Zahnstange weniger belastet wird.

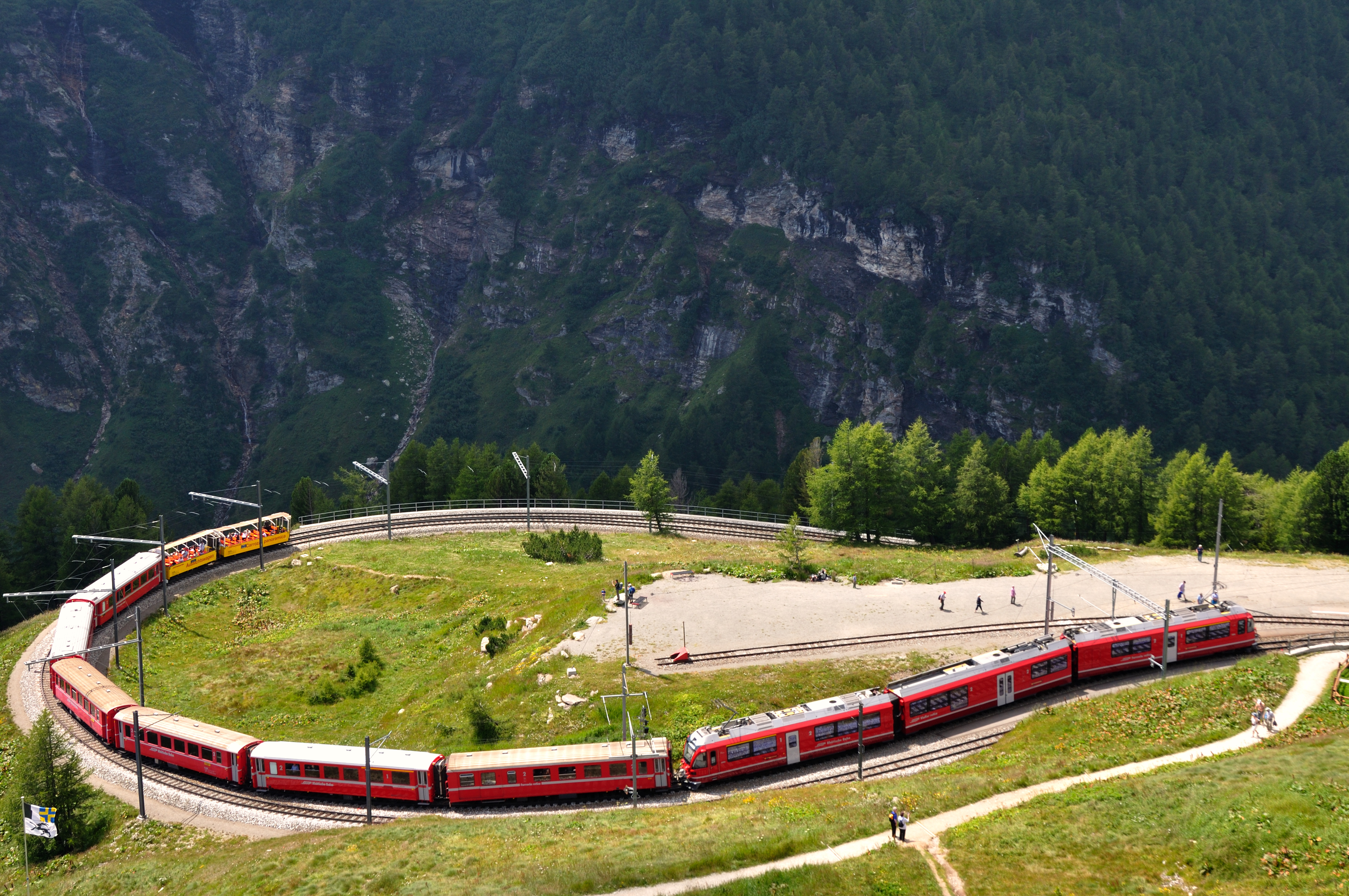
„Allegra“-Triebzug ABe 8/12 mit Regionalzug auf der Berninabahn unweit der Alp Grüm

Mit der Einführung der zweiteiligen ABDeh 8/8 im Jahr 1965 führte die damalige Brig-Visp-Zermatt-Bahn (BVZ) ein Mischkonzept von Triebzügen und lokomotivbespannten Zügen ein. Auch die ab 2009 gelieferten dreiteiligen „Allegra“-Triebzüge ABe 8/12, die mit ihren acht angetriebenen Achsen eine optimale Ausnutzung der Adhäsion auf den mit bis zu 70 Promille geneigten Gebirgsstrecken erlauben, werden wie Lokomotiven zur Bespannung von schweren Reisezügen eingesetzt.

### Kennzeichnung nach technischer Ausrüstung
In Deutschland und Österreich waren die folgenden Kennbuchstaben gebräuchlich:
- DT – Dampftriebwagen, z. B. BBÖ-Reihe DT 1, spätere ÖBB-Reihe 3071
- ET – elektrische Triebwagen/-triebzüge, z. B. DR-Baureihe ET 25 (später 425). Teilweise wird hierfür die englische Abkürzung EMU (Electrical Multiple Unit) verwendet.
- ETA bzw. AT – Akkumulatortriebwagen, DB-Baureihe ETA 150 (später 515) Als weitere Bezeichnung wird BEMU (Battery Electrical Multiple Unit) verwendet.
- VT – Verbrennungstriebwagen/-triebzug, heutzutage handelt es sich dabei in aller Regel um Dieseltriebwagen/-züge, z. B. DB-Baureihe 628. Für solche wird gelegentlich die englische Abkürzung DMU (Diesel Multiple Unit) bzw. bei dieselelektrischem Antrieb DEMU (Diesel-Electrical Multiple Unit) verwendet.
- SVT – Schnelltriebwagen mit Verbrennungsmotor, ehemals bei der Deutschen Reichsbahn vor 1945
- Kennbuchstaben für Beiwagen, Mittelwagen und Steuerwagen werden sinngemäß gebildet, z. B. VB, EM oder ES.

Zusätzlich erhalten Trieb-, Bei-, Mittel- und Steuerwagen Gattungszeichen wie Reisezugwagen.
In Österreich werden diese Kennzeichnungen mit den Typenbezeichnungen für Reisezugwagen kombiniert, wobei aber die Achszahl bei vierachsigen Fahrzeugen angegeben wird, z. B. B4hET 4020. siehe auch UIC-Bauart-Bezeichnungssystem für Reisezugwagen
In der Schweiz wurden Triebwagen anfänglich wie Reisezugwagen bezeichnet, schon bald aber wurde ein Kleinbuchstaben für die Antriebsart hinzugefügt. Dieses Bezeichnungssystem war lange amtlich angeordnet, wird aber heute nicht mehr durchgängig verwendet. Für besondere Zwecke sind verschiedene Abkürzungen in Anwendung, z. B. DTZ für die elektrischen Doppelstock-Triebzüge SBB RABe 514 der S-Bahn Zürich. Die meist gebräuchliche Typenbezeichnung kombiniert die Buchstaben wie folgt:
- führendes R für Triebwagen mit einer Höchstgeschwindigkeit von mindestens 110 km/h
- A, B, D, S, X entsprechend den Wagenbezeichnungen
- e für elektrischen Antrieb
- m für thermischen Antrieb
- a für Akkumulatorbetrieb
- h als führender Kleinbuchstabe für reinen Zahnradantrieb
- nachgestelltes h für gemischten Adhäsions- und Zahnradantrieb

Beispiele:
- RAm TEE der SBB: Triebzug mit 140 km/h Höchstgeschwindigkeit, nur 1. Klasse und Brennstoffantrieb
- RBe 540 der SBB: Elektrischer Triebwagen zweiter Klasse mit Höchstgeschwindigkeit 125 km/h
- RABDe 8/16 der SBB: elektrischer Triebzug mit 1. und 2. Klasse sowie Gepäckabteil (D), Höchstgeschwindigkeit 140 km/h
- Deh 4/4 der BVZ: Elektrischer Gepäcktriebwagen mit Adhäsions- und Zahnradantrieb
- Bhe 1/2 der Pilatusbahn: Elektrischer Zahnradtriebwagen 2. Klasse ohne Adhäsionsantrieb

### Triebwagen als Zuggattung
Bei der Deutschen Bundesbahn wie auch der Deutschen Reichsbahn wurden Züge, die mit Triebwagen bedient wurden, lange Zeit als eigene Zuggattung geführt, mit dem Hinweis, dass der Platz in diesen Zügen beschränkt sein könnte. In konventionelle Züge waren früher in der Regel Gepäckwagen eingestellt, deren Platzangebot beim Triebwagen wegfiel. Heute unterscheiden sich Triebwagen und Wagen in der Raumaufteilung oft nur geringfügig, für die Einteilung in Zuggattungen sind andere Kriterien wie Komfort oder Geschwindigkeit eines Zuges ausschlaggebend. In Zuglauftabellen wurde das T bei der Deutschen Bundesbahn nach 1955, bei der Deutschen Reichsbahn nach 1960 zunehmend durch ein Triebwagensymbol ersetzt.
Folgende Zuggattungen wurden für Triebwagen verwendet:
- T – (Nahverkehrs-)Triebwagen. Andere Züge der untersten Zuggattung hatten als einfache Personenzüge gar keinen Buchstaben vor der Nummer. Aus Schienenbussen gebildete Züge erhielten bei der Deutschen Bundesbahn in den 1950er Jahren die eigene Zuggattung To – Schienenomnibus.
- Et – Eiltriebwagen, die Triebwagenversion des Eilzuges
- Dt – Schnelltriebwagen, Triebwagenversion des Schnellzuges, im Gegensatz zu diesem allerdings grundsätzlich mit Großraumwagen
- FDt, ab 1951 Ft – Fernschnelltriebwagen, Triebwagenversion des Fernschnellzuges, etwa die Fliegenden Züge der 1930er Jahre, technisch die Baureihen 137 (der Prototyp lief als Reihe 877)
- TEE – Von ihrer Einführung bis 1963, in Deutschland bis 1965, bezeichnete die Zuggattung Trans-Europ-Express grundsätzlich Dieseltriebzüge, darunter die DB-Baureihe VT 11.5 und ähnliche Züge anderer westlicher Staatsbahnen.
- Ext – Expresstriebwagen bei der Deutschen Reichsbahn, technisch zuerst Triebzüge ungarischer Produktion (Ganz-MAVAG, bei der DR als Baureihe VT 12.14), später Züge der Reihe 175.[9]
- TS – (Österreich): Triebwagenschnellzug, u. a. bis 1971 für besondere Schnellverbindungen z. B. Transalpin, Vindobona, oder für TEE-Züge wie den Mediolanum
- TER – (Spanien): Tren Español Rápido. Diese reservierungspflichtigen Schnelltriebwagen der Renfe, zweiteilige Dieseltriebwagen der Baureihe 9700, verkehrten von 1965 bis 1990.

### Entwicklung in Deutschland

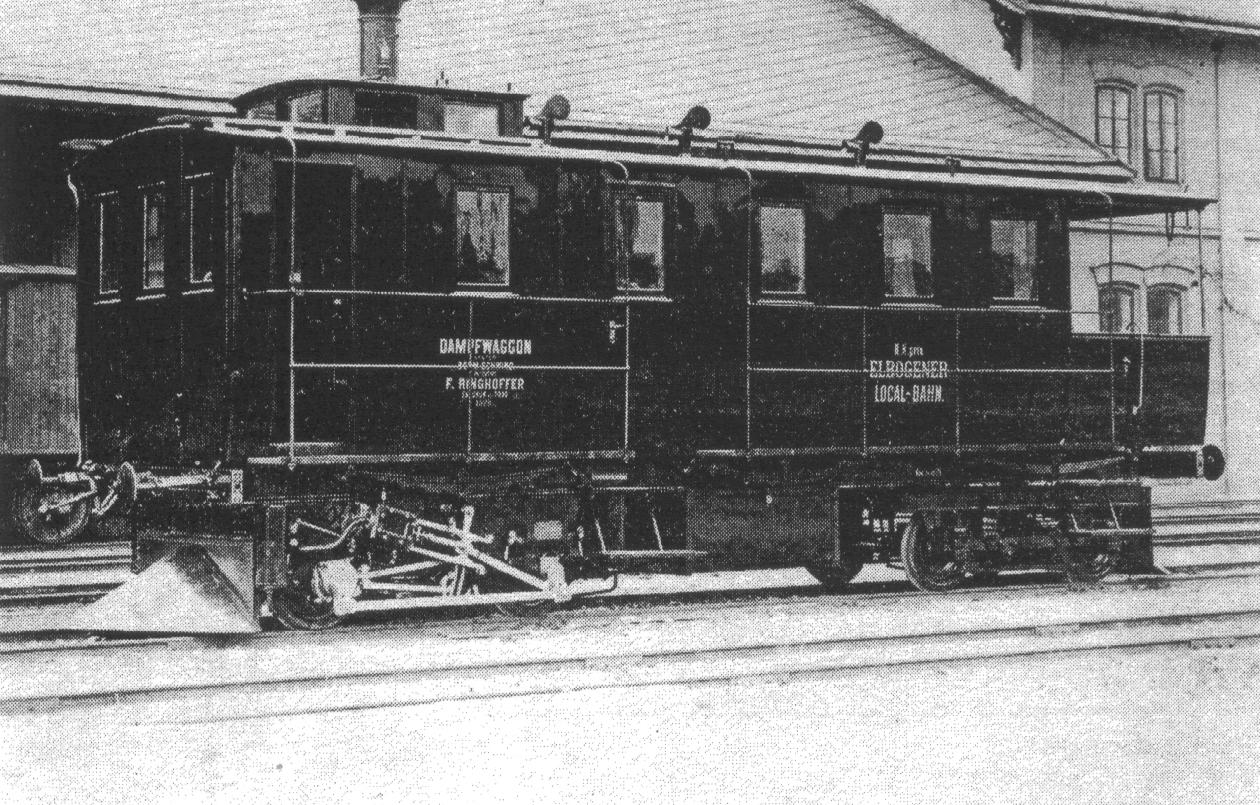
Dampftriebwagen

Bauzeichnung Preußischer VT 2, zweite Serie, späterer VT 159

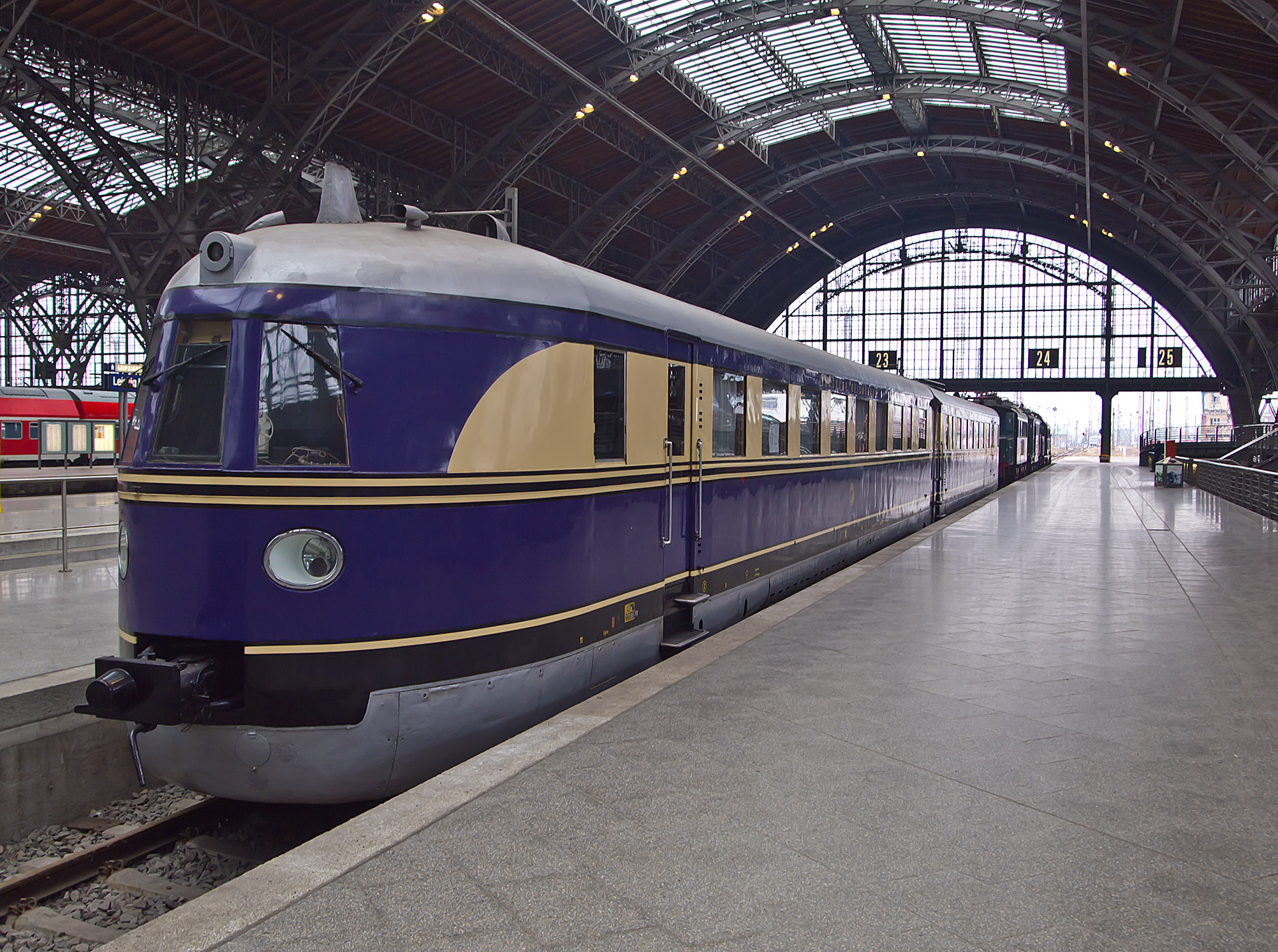
Schnelltriebwagen Typ „Hamburg“ der DR

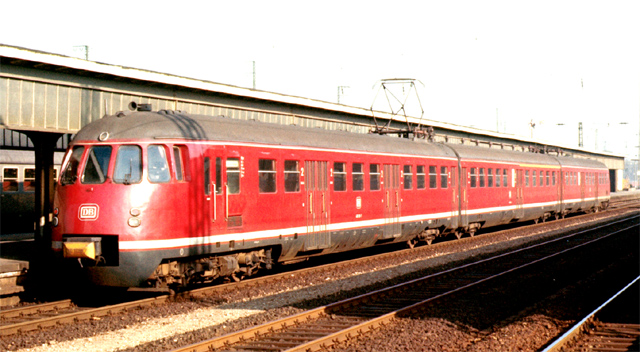
Elektrische Triebwagen der Baureihe ET 30

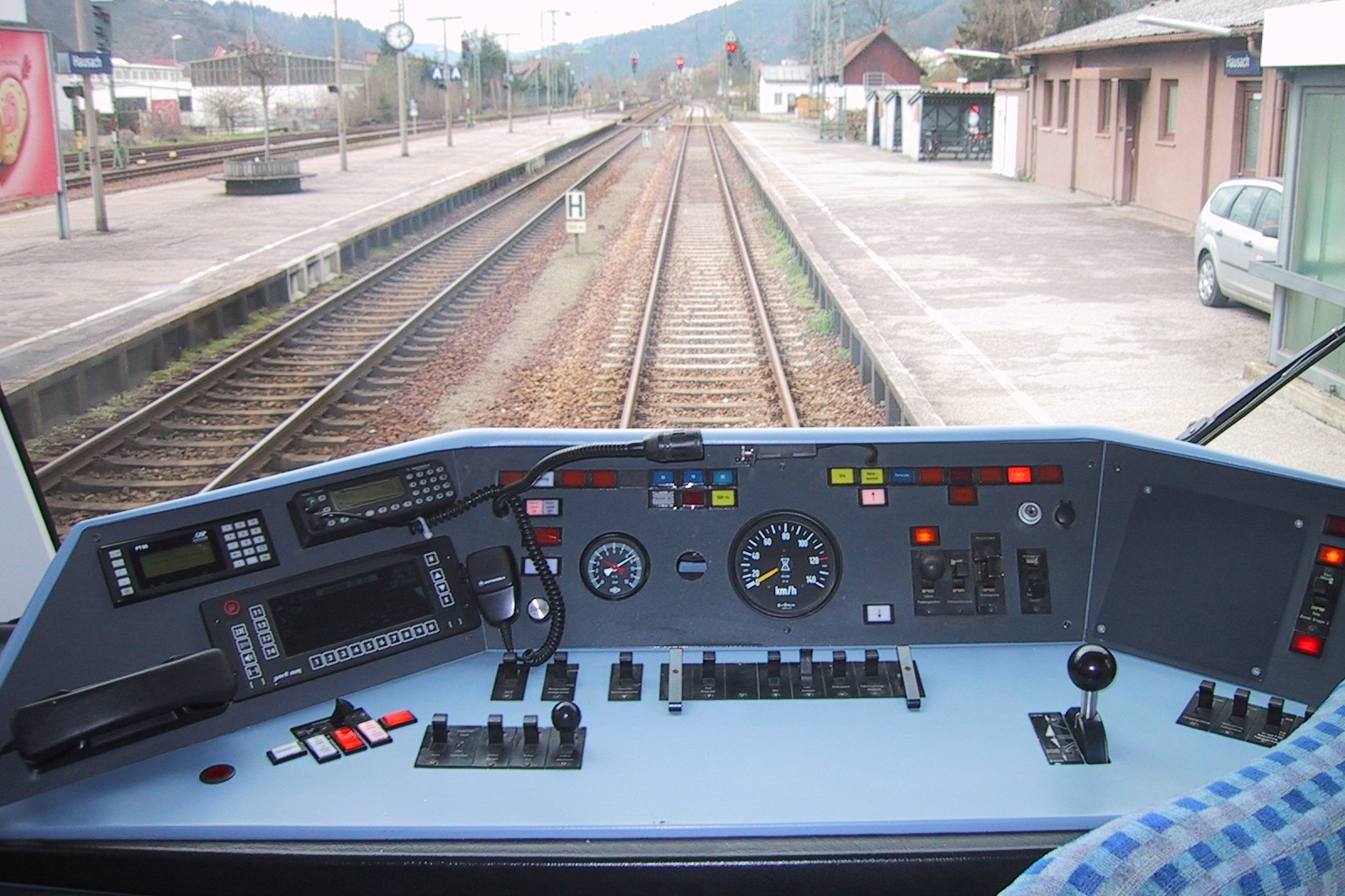
Führerstand eines Triebwagens vom Typ Regio-Shuttle

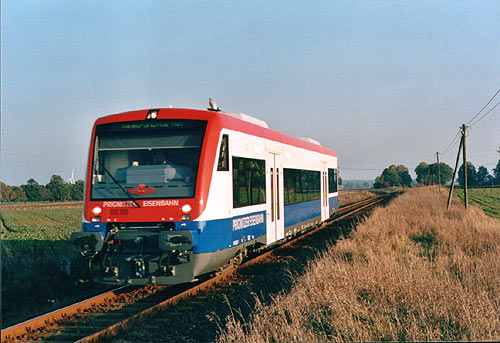
Regio-Shuttle der Prignitzer Eisenbahn

Die ersten Dampftriebwagen wurden in Deutschland Ende des 19. Jahrhunderts im Nahverkehr eingesetzt.
Bei den meisten frühen elektrischen Bahnen wurden zunächst straßenbahnartige Triebwagen verwendet, so beispielsweise bei der Volk’s Electric Railway von Magnus Volk in Brighton, die den Betrieb im August 1883 aufnahm, der 1895 in Betrieb genommenen ersten deutschen elektrischen Vollbahn Meckenbeuren–Tettnang, der 1900 eröffneten Elektrischen Kleinbahn Mansfeld und der 1903 eröffneten Elektrischen Kleinbahn Alt-Rahlstedt–Volksdorf–Wohldorf in Hamburg.
Bei der ab 1907 elektrisch betriebenen Hamburg-Altonaer Stadt- und Vorortbahn wurden demgegenüber kurzgekuppelte und mit Fahrmotoren versehene preußische Abteilwagen verwendet.
Infolge der Entwicklung der elektrischen Antriebstechnik kamen Anfang des 20. Jahrhunderts Elektrotriebwagen und Akkumulatortriebwagen (z. B. in Preußen spätere ETA 177) auf, ebenfalls überwiegend für den Nahverkehr. Im Jahr 1903 stellte ein Drehstrom-Triebwagen auf dem Abschnitt Marienfelde–Zossen der Militäreisenbahn Marienfelde–Zossen–Jüterbog den Geschwindigkeitsrekord von 210 km/h auf.
Zwischen 1907 und 1915 wurden von den Preußischen Staatsbahnen insgesamt 24 Verbrennungstriebwagen unterschiedlicher Bauarten in Dienst gestellt. Sie hatten die Baureihenbezeichnung VT 151 (ein Fahrzeug), VT 152 bis 161 (erste Serie mit zehn Fahrzeugen, 1913 umgezeichnet in VT 1 bis VT 10, und zweite Serie mit zehn Fahrzeugen VT 11 bis VT 20 – in Summe 20 Fahrzeuge), VT 21 (ein Fahrzeug) und VT 101 bis VT 103 (drei Triebfahrzeuge jeweils mit Steuerwagen). Sie waren sämtlich mit Verbrennungsmotoren ausgestattet, die einen Generator antrieben, der wiederum den elektrischen Strom für die Fahrmotoren erzeugte. Die VT 1, VT 21 und die erste Serie der VT 2 waren Einzelfahrzeuge mit beiderseitigen Führerständen, die zweite Serie der VT 2 und die VT 101 bis 103 konnten nach Bedarf zusätzlich mit einem eigenen, motorlosen Steuerwagen gekuppelt werden. Der Otto-, bei den VT 101–103 der Dieselmotor und der gekuppelte Generator dieser Fahrzeuge befanden sich meist in einem Vorbau über dem ersten Drehgestell. Die meisten dieser Triebwagen waren vierachsig mit jeweils zwei Drehgestellen, bis auf den zweiachsigen VT 21 und die fünfachsigen VT 101–103. Überwiegend wurden diese Triebwagen von den Eisenbahndirektionen der östlichen preußischen Provinzen sowie in der ED Altona eingesetzt. Von der letzten dieser Bauarten wurden zusätzlich zwei Exemplare unter der Bezeichnung DET 1–2 von den Königlich Sächsischen Staatseisenbahnen in Betrieb genommen.
In den 1920er Jahren wurden vermehrt Triebwagen mit Verbrennungsmotor mit unterschiedlichen Konzepten der Kraftübertragung in Dienst gestellt. Es entstanden in Deutschland eine Vielzahl von Nahverkehrstriebwagen und erste Eiltriebwagen. Anfang der 1930er Jahre wurde der Schritt zum Einsatz von Triebwagen im Schnellverkehr vollzogen, in Deutschland mit dem Fliegenden Hamburger von 1932 oder den späteren ET 11.
Nach dem Zweiten Weltkrieg wurden sowohl für den Nahverkehr als auch für den Fern- und Schnellverkehr neue Triebwagen konzipiert. In den 1950er Jahren entstanden der VT 08 und der VT 11.5 für den Fern- und der ET 30 für den Nahverkehr.
Für den Nahverkehr vor allem auf schwach ausgelasteten Nebenbahnen wurde in Deutschland der Uerdinger Schienenbus entwickelt (DB-Baureihen VT 95, VT 97 und VT 98, die u. a. bei den ÖBB als Reihe 5081 eingesetzt wurden). Daneben gab es die MAN-Schienenbusse, die bei verschiedenen deutschen Privatbahnen eingesetzt wurden.
Für die DR entwickelte der VEB Waggonbau Bautzen die Reihe VT 2.09. Der VEB Waggonbau Görlitz entwickelte Anfang der 1960er Jahre die Triebzüge der Baureihe VT 18.16 (ab 1970 Baureihe 175) für den hochwertigen internationalen Fernverkehr.
Ab Mitte der 1960er Jahre wurde für den Fernverkehr in Deutschland auf lokbespannte Züge gesetzt, Triebwagen wurden vornehmlich für den Nahverkehr beschafft. Die einzige Ausnahme waren die IC-Triebwagenzüge der Baureihe 403 der DB. Erst seit Einführung der Zuggattung Intercity-Express werden in Deutschland im Fernverkehr wieder vermehrt Triebwagen eingesetzt. Gepäck- oder Gütertriebwagen fanden in Deutschland bisher keine nennenswerte Verbreitung.

#### Heutiger Einsatz
Häufig werden im Nahverkehr Dieseltriebzüge eingesetzt. Sie haben weitgehend die lokomotivbespannten Züge abgelöst. Einige, wie beispielsweise die der DB-Baureihe 612, verfügen über Neigetechnik.
In den großen Ballungsräumen wie Berlin, Hamburg, München, Stuttgart und Frankfurt am Main erledigen elektrische Triebzüge den Nahverkehr als S-Bahnen. Fast baugleiche Elektrotriebzüge fahren zunehmend in Regionalbahnverkehren. Diese Züge werden an allen oder fast allen Achsen angetrieben, um die geforderte hohe Beschleunigung zu erreichen.
Im Regionalverkehr werden zunehmend elektrische Doppelstocktriebzüge unterschiedlicher Hersteller (wie Bombardier, Siemens und Stadler) eingesetzt. Die Abgrenzung zu Lokomotiven verschwimmt dabei zunehmend, denn die Stammnummer 445/446 deutet im Baureihenschema der DB auf elektrische Triebwagen hin, während sie mit dem UIC-Bauartcode 91 als elektrische Lokomotiven eingeordnet sind.
Der hochwertige Fernverkehr der Deutschen Bahn wird ausschließlich mit ICE-Elektrotriebzügen erbracht. Die ICE 3, die beispielsweise auf der Neubaustrecke Köln–Rhein/Main verkehren, sowie die ICE 3MF, die zwischen Frankreich und Südwestdeutschland eingesetzt werden, sind Triebzüge – keine Triebwagenzüge –, da nur ein Teil der Wagen angetrieben sind und die Traktionsausrüstung auf mehrere Wagen verteilt ist. Bei den mit Neigetechnik ausgerüsteten ICE T ist es ebenso.
Zusätzlich kommen im niederwertigen Fernverkehr gemietete Stadler-KISS-Triebzüge als IC2 im Personenfernverkehr zum Einsatz.

### Entwicklung in Österreich

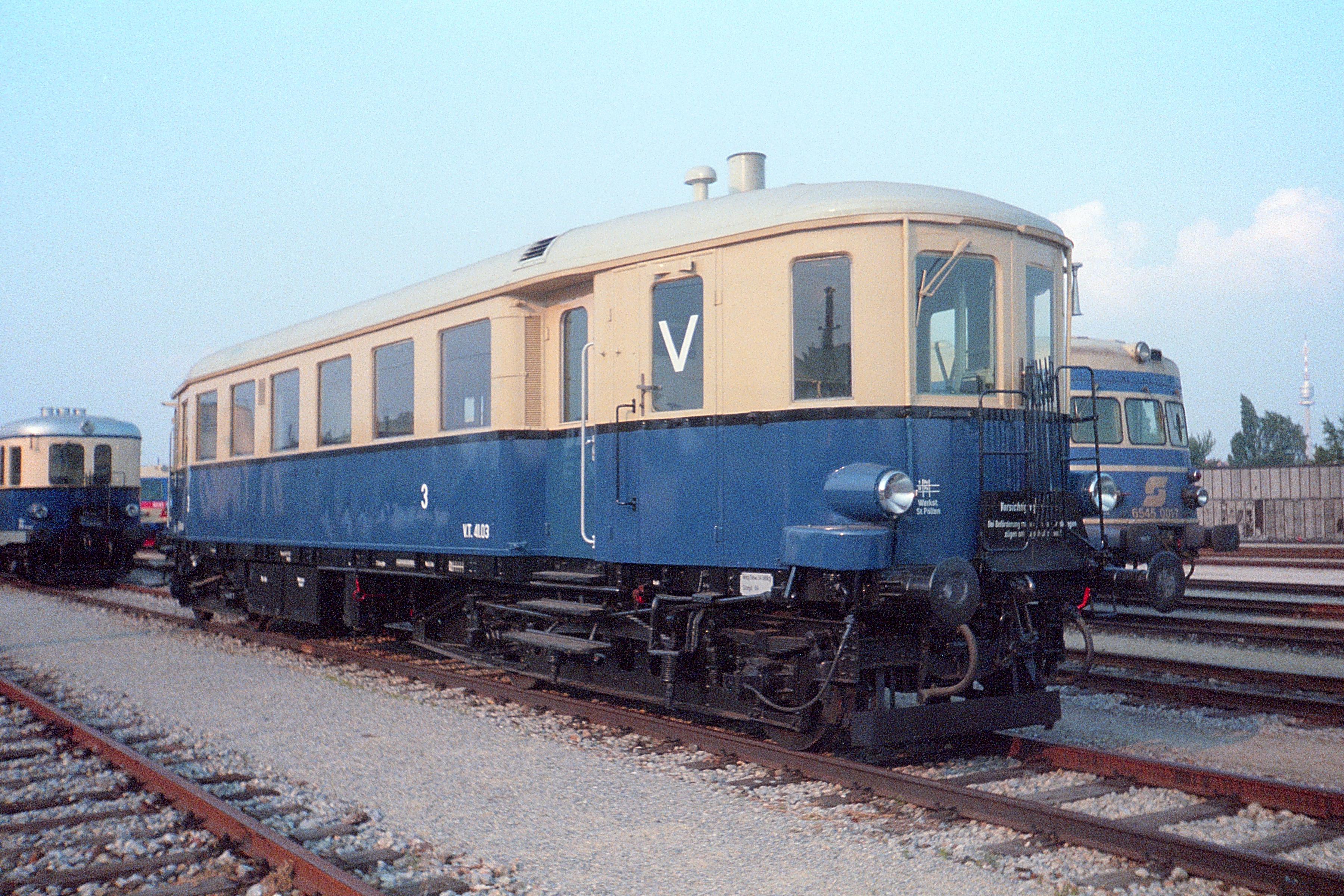
VT 41.03 bei einer Fahrzeugausstellung 1987 in Wien Nord

Die Entwicklung des Triebwageneinsatzes in Österreich war zunächst beherrscht von den Privatbahnen wie der Pressburgerbahn, insbesondere jenen, die früh elektrifizierte Lokalbahnen und Schmalspurbahnen betrieben. Erst nach 1900 wurden für die KkStB erste Kleinserien oder Versuchsfahrzeuge gebaut, aber auch hier vornehmlich zum Einsatz auf elektrifizierten Lokalbahnen, so gab es nur einen Dampftriebwagen und einen Verbrennungstriebwagen. Nach dem Ersten Weltkrieg litt Österreich unter Kohlemangel, mit der fortschreitenden Elektrifizierung wurden ab 1928 elektrische Triebwagen und dazu passende Beiwagen für den Regionalverkehr (ET 10 späterer Reihe 4041) und 1936 auch für den Schnellverkehr (ET 11, spätere Reihe 4042), sowie für den Gepäcktransport (ET 30, späterer 4060) in Dienst gestellt. Nach mehreren Versuchstriebwagen von Austro-Daimler wurden ab 1933 diesel-elektrische Triebwagen der Reihe VT 41 beschafft und in den folgenden Jahren stetig weiterentwickelt mit den VT 44 wurde schließlich der Wechsel zur bis heute üblichen hydraulischen Kraftübertragung vollzogen.

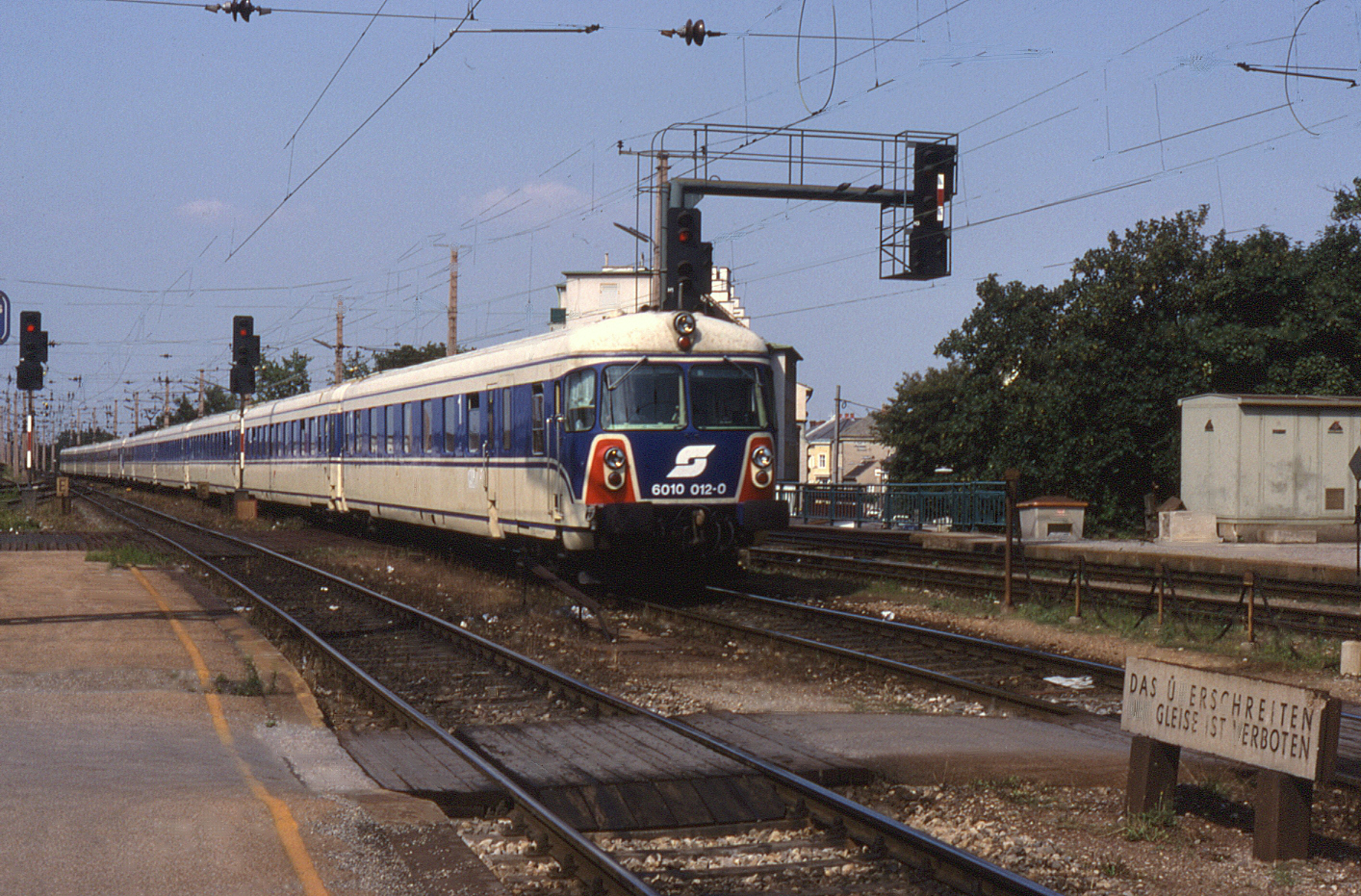
4010 012 mit dem vorauslaufenden Steuerwagen 6010 012 als Schnellzug in Wiener Neustadt

Nach dem Zweiten Weltkrieg setzte man ab 1952 mit den Reihen 5045 (VT 45) für den Fern- und 5046 für den Nahverkehr, wieder auf Dieseltriebwagen. Für den Nahverkehr auf elektrifizierten Strecken beschaffte man ab 1956 vier- bzw. dreiteilige Triebwagen der Reihe 4030, aus denen man 1958 auch die Schnelltriebwagen 4130 und 1962 die Schnellbahntriebwagen für die Wiener Schnellbahn (4030.2) ableitete und bis 1975 in mehreren Lieferserien weiterbeschaffte. Für Nebenbahnen wurden ab 1964 für Österreich modifizierte Nachbauten der Uerdinger Schienenbusse als Reihe 5081. Für den internationalen Fernverkehr wurden 1964 bis 1978 29 Triebzüge der Reihe 4010 in Dienst gestellt, sie führten fortan die elektrifizierten internationalen Schnellverbindungen wie den Transalpin oder Rosenkavalier.

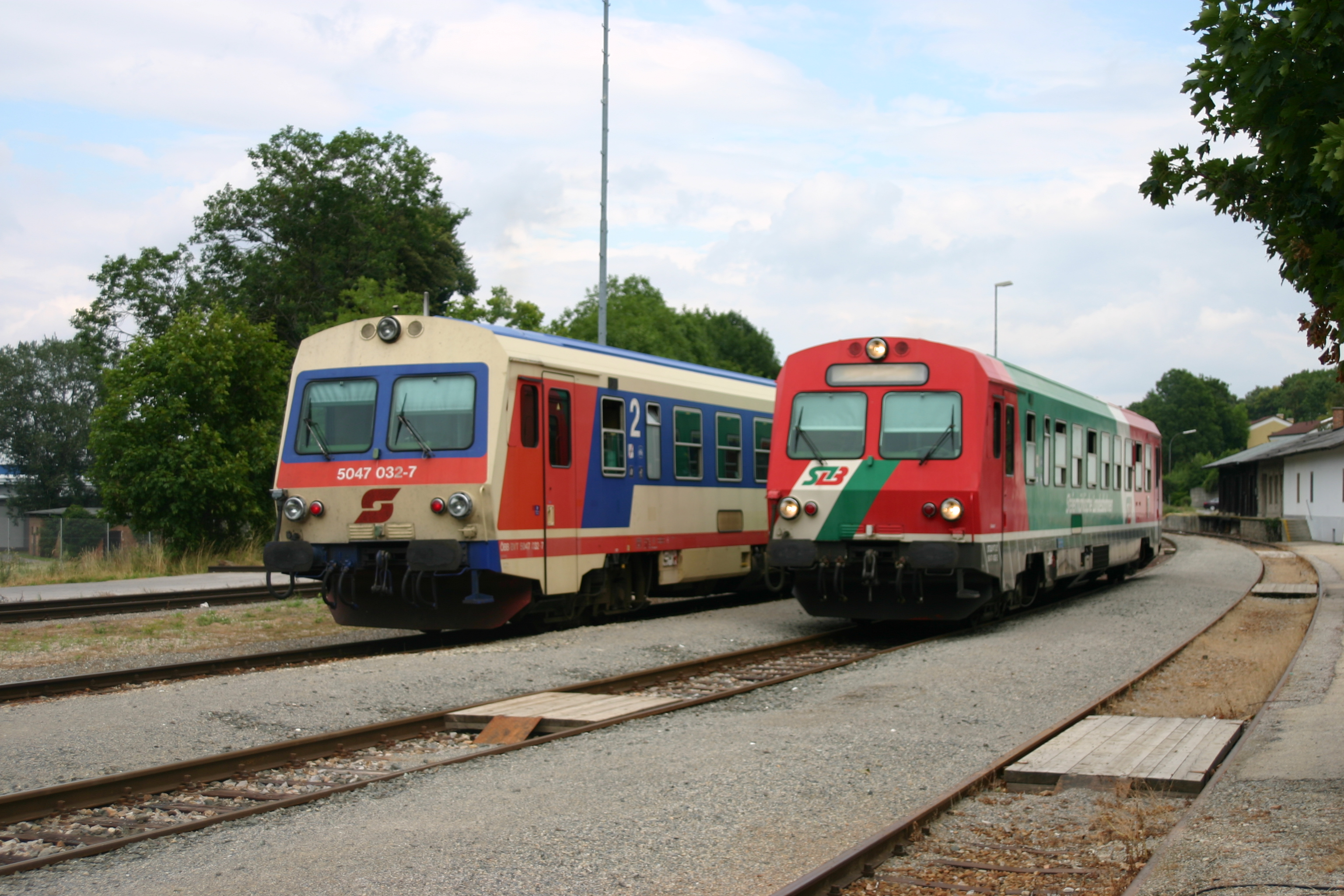
Der 5047 032 der ÖBB und der 5047 402 der STLB kreuzen am 5. August 2006 im Bf Enzesfeld-Lindabrunn

Zur Verbesserung des Nahverkehrs auf den Strecken der Ballungsräume und dem Schnellbahnbetrieb rund um Wien beschaffte man in den Jahren 1978 bis 1987 insgesamt 120 thyristorgesteuerte Triebwagen der Reihe 4020. Um die teilweise noch aus der Vorkriegszeit stammenden Dieseltriebwagen auf Nebenstrecken zu ersetzen, lieferten die Jenbacher Werke ab 1987 moderne, nach damaligen Standards „umweltfreundliche“ Dieseltriebwagen der Reihen 5047 und 5147. Einige Exemplare dieser Fahrzeuge gingen auch an mehrere österreichische und eine deutsche Privatbahn.
Zur Ablösung der Reihe 4030 im Schnellbahn und Regionalverkehr wurden ab 2004 moderne niederflurige Elektrotriebwagen des Typs Talent als Reihen 4023, 4024 und 4124 in Dienst gestellt. Diese ersetzten im Westen Österreichs auch die Triebwagen der Reihe 4020 sowie lokbespannte Regionalzüge mit Schlierenwagen. Zur weiteren Umstellung des Nahverkehrs auf Triebwagen und als Ersatz für die aufgrund ihrer fehlenden Barrierefreiheit, nicht mehr zeitgemäße Reihe 4020 auf der Wiener Schnellbahn werden seit 2015 drei, später auch vierteilige Triebzüge vom Typ Desiro ML als Reihen 4744, 4746 und 4748 beschafft. Diese sollen auch sämtlichen Inlandsreisezugwagen im Nahverkehr ersetzten.

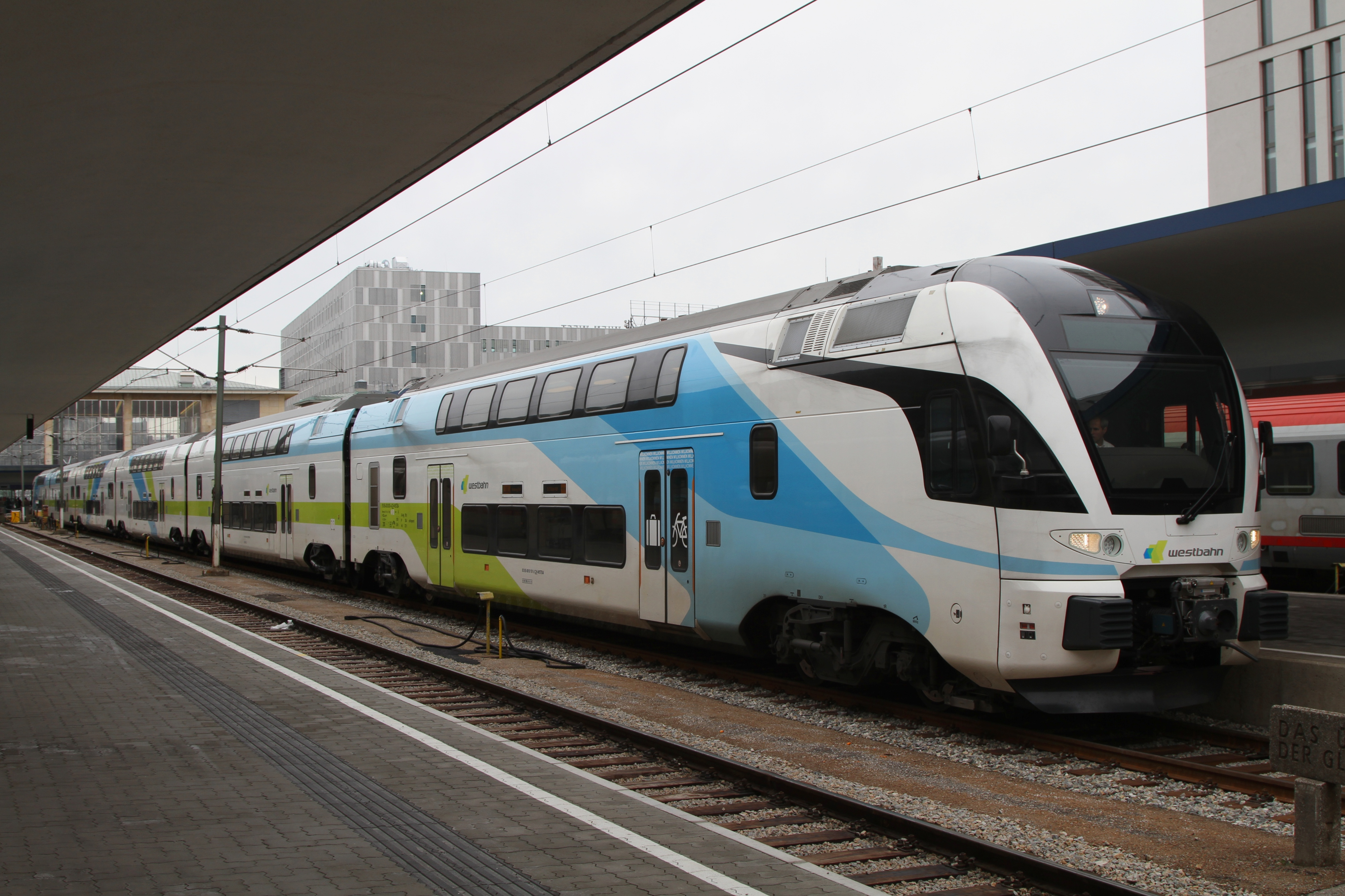
4010 der Westbahn im Bahnhof Wien Westbf

Mit der Bestellung von Doppelstocktriebwagen bei Stadler soll in den nächsten Jahren der gesamte Nahverkehr schrittweise auf Triebwagen umgestellt werden. Im Fernverkehr setzte man, von ein paar von der DB als Reihe 4011 übernommenen ICE-T abgesehen, ab 1977 wieder auf lokbespannte Züge. Mit Ausmusterung der Reihe 4010 im Jahr 2008 und Rückgabe der 4011 an die DB im Jahr 2020 besitzt die ÖBB somit keine Fernverkehrstriebwagen mehr. Da es in Österreich keine Trennung zwischen Nah- und Fernverkehr gibt, kommt es bei Fahrzeugausfällen durchaus vor, dass ein Nahverkehrstriebwagen einen lokbespannten Schnellzug ganz oder nur auf einer Teilstrecke ersetzt.
Das private EVU westbahn setzte von Beginn an auf Doppelstocktriebwagen von Stadler. Diese für den Fernverkehr modifizierten Fahrzeuge vom Typ KISS kommen unter den Reihenbezeichnungen 4010 und 4110 zum Einsatz. Ein Teil dieser Fahrzeuge wurde an die DB verkauft, die sie unter Beibehaltung der Nummer als IC einsetzt. Die ÖBB kündigten 2023 die Beschaffung neuer Doppelstock-Railjets von Stadler an. Sie sollen aus dem KISS 3 abgeleitet werden.

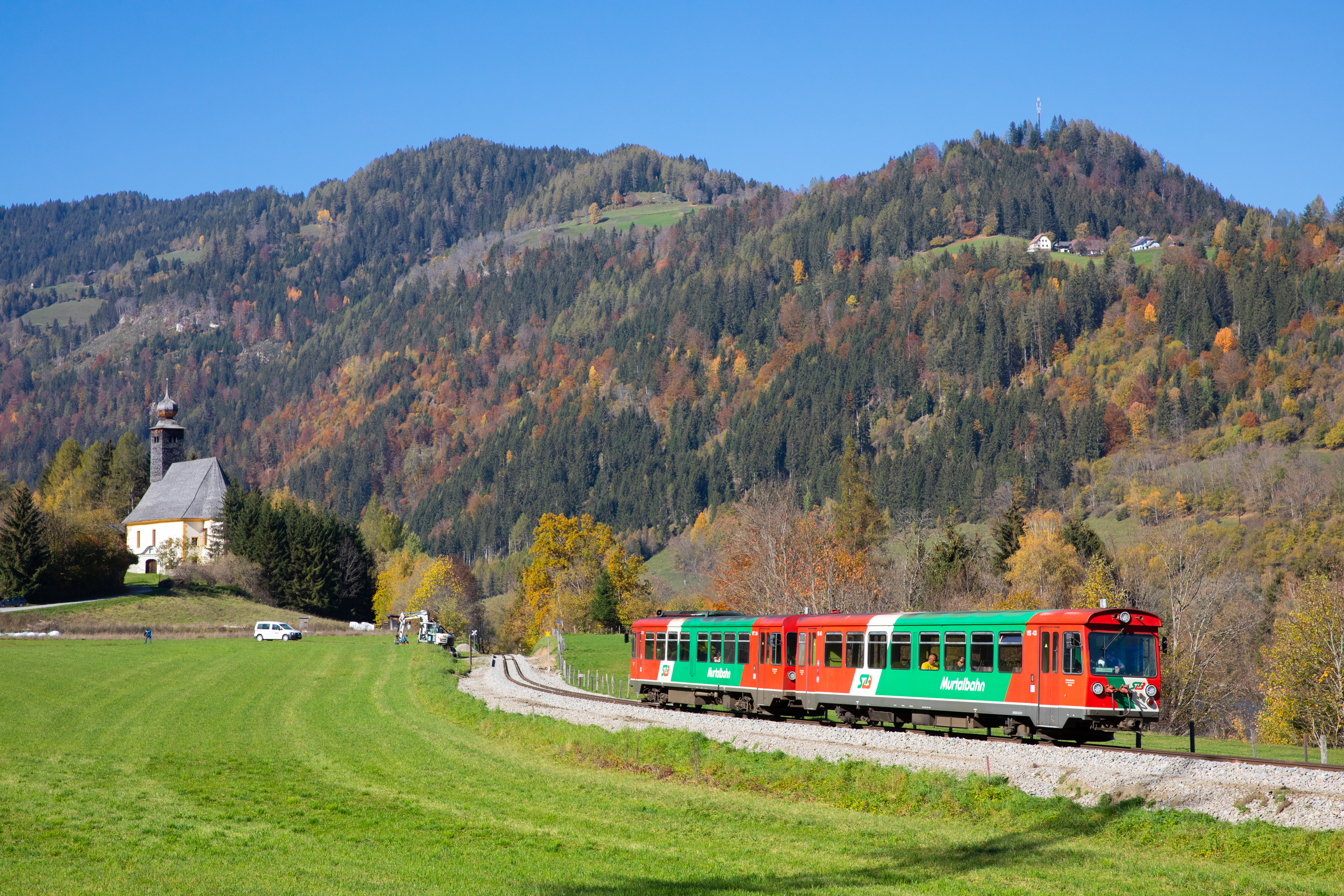
Schmalspurtriebwagen der Murtalbahn

Auch bei den Schmalspurtriebwagen bestimmten die Privatbahnen die Entwicklung. Hier gab es schon in den 1930er Jahren Versuche mit Dieseltriebwagen, die ÖBB beschafften aber erst 1986 die von den Steiermärkischen Landesbahnen entwickelten VT 31–35 modifiziert als Reihe 5090. Für die Mariazellerbahn bestellte man 1994 mehrere Prototypen für eine geplante größere Serie an elektrischen Triebwagen der Reihe 4090, die jedoch nie zur Serienreife weiterentwickelt wurden. Aufgrund der Abgabe sämtlicher Schmalspurbahnen an die Länder gingen die Triebwagen in deren Eigentum über. Die NÖVOG beschaffte für die übernommene Mariazeller-Bahn neue, von Stadler entwickelte Triebzüge als Himmelstreppe.

### Entwicklung in der Schweiz

#### Anfänge des Triebwageneinsatzes

##### Dampftriebwagen
Anfang des 20. Jahrhunderts experimentierten einige Bahngesellschaften, einschließlich der frisch gegründeten Bundesbahnen, mit Dampftriebwagen verschiedener Konstruktionen. Außer den aufgrund der großen Steigung sehr speziellen elf Zahnrad-Dampftriebwagen der Pilatusbahn gab es insgesamt in der Schweiz nur 11 normal- und 17 schmalspurige Dampftriebwagen, von letzteren sind 15 den Tramnetzen zuzuordnen. Die verbleibenden 13 Dampftriebwagen teilten sich in neun Bauformen auf. Insgesamt standen den 39 Dampftriebwagen 2280 für öffentliche Schweizer Bahnen gebaute Dampflokomotiven gegenüber.

##### Verbrennungstriebwagen
Nicht wesentlich anders sah es bei den Verbrennungstriebwagen aus. Insgesamt acht Triebwagen und zwei TEE-Triebzüge beschafften die SBB. Vor 1945 beschafften die RVT (1923, diesel-elektrisch), BT (1926/1927, benzin-mechanisch), FO (1927/1928, benzin-mechanisch), AB (1929, diesel-elektrisch), und MThB (1941/1942, diesel-mechanisch) je zwei Triebwagen, nach 1945 nur noch die MThB drei und die MG vier.
Weiterhin wurden rund fünfzehn dieselbetriebene Arbeitstriebwagen (Xm) beschafft, wobei aber die Abgrenzung zu Draisinen und Baudiensttraktoren nicht in jedem Fall eindeutig ist. Zu erwähnen ist außerdem der 1909 in Betrieb genommene benzinmechanische Triebwagen der Rheinecker Verbindungsbahn, der aber eher als Tramwagen anzusehen ist, obwohl er Schraubenkupplungen und Seitenpuffer zur Beförderung von Güterwagen aufwies. Damit beläuft sich die Zahl der Benzin- und Dieseltriebwagen auf 41, dazu kommen die beiden TEE-Triebzüge.

##### Elektrische Triebwagen

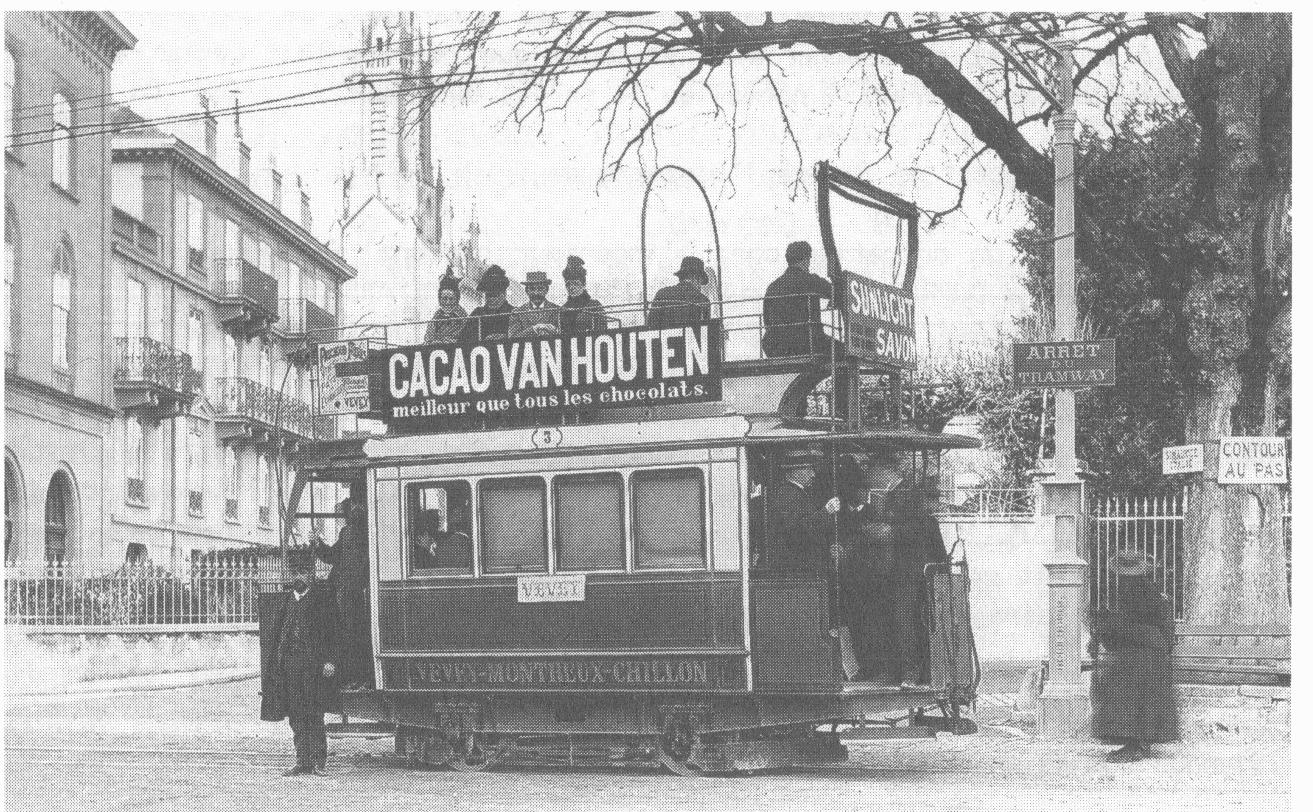
Ein elektrischer Triebwagen 1890 in Vevey

Anders hingegen bei den elektrischen Triebwagen. Bereits die erste elektrische Bahn der Schweiz, die Tramway Vevey–Montreux–Chillon fuhr 1888 mit elektrischen Triebwagen. Auch alle darauf folgenden elektrischen Trambahnen setzten Triebwagen ein. Einzige Ausnahme bildete der Güterverkehr der Schaffhauser Strassenbahn, der neben einem Gepäcktriebwagen mit zwei Lokomotiven abgewickelt wurde. 1894 ging die Orbe-Chavornay-Bahn als erste normalspurige elektrische Bahn der Schweiz mit drei zweiachsigen Triebwagen in Betrieb. 1898 wurde auf der kurzen Strecke Trait–Planches der erste elektrische Zahnradtriebwagen in Betrieb genommen, schon 1912 musste diese Bahn aber wegen technischen Mängeln eingestellt werden. 1898 wurden die ersten mit Drehstrom elektrifizierten Bahnen eröffnet, von diesen fuhr die Stansstad-Engelberg-Bahn von Anfang an nur mit Triebwagen, diese wurden aber von Lokomotiven über die Zahnstangenrampe vor Engelberg geschoben bzw. gebremst. Diese Betriebsform kam danach auf Gleichstrombahnen zur Anwendung (Bex–Villars 1900 und Aigle–Leysin 1901).
1899 wurde die Strecke Burgdorf–Thun als erste Normalspurbahn mit Drehstrom elektrifiziert. Während für den Güterverkehr Lokomotiven beschafft wurden, kamen für den Personenverkehr vierachsige Triebwagen zum Einsatz. Ab 1901 nahmen verschiedene Überland- und Gebirgsbahnen ihren Betrieb auf (Montreux–Zweisimmen, Palézieux–Montbovon, Aarau–Schöftland, Bremgarten–Dietikon, Vevey–Chamby, St. Gallen–Trogen usw.) und fuhren von Anfang an elektrisch mit Gleichspannung zwischen 500 und 1000 Volt. Mehrheitlich wurden vierachsige Triebwagen beschafft. Das galt für die 1903 eröffnete Normalspurbahn Freiburg–Murten–Ins, die allerdings mit seitlichen Stromschienen ausgerüstet wurde. Die nächste und heute einzige Bahn mit dieser Art der Stromzuführung war Martigny–Châtelard(–Chamonix), die 1906 gleich mit zwei wichtigen Neuerungen aufwartete: Sie setzte die ersten Triebwagen für gemischten Zahnrad- und Adhäsionsbetrieb ein und stattete diese für den Steuerwagenbetrieb mit einer Wendezugsteuerung aus.
1910 kam als weitere Stromart der Einphasenwechselstrom dazu, nachdem vorgängige Versuchsbetriebe zu zuverlässigen Motorenbauarten geführt hatten. Gleich drei Bahnen gingen mit vierachsigen elektrischen Triebwagen in Betrieb, die Seetalbahn, die Martigny-Orsières-Bahn und die Strecke Spiez–Frutigen als Vorlaufbetrieb der BLS. Nur diese letztere war schon mit 15'000 Volt elektrifiziert, hier kamen im Hinblick auf die Eröffnung der Bergstrecke zwei Versuchslokomotiven zum Einsatz. Die Triebwagen verkehrten später auch auf anderen Strecken der BLS. Kurz vor dem Ersten Weltkrieg wurden Gleichspannungen über 1000 Volt angewendet, bei der Chur-Arosa-Bahn ging man sogar auf 2000 Volt. 1916 wurde Nyon–St-Cergue mit 2200 Volt eröffnet. Bei diesen Bahnen kamen ausschließlich vierachsige Triebwagen zum Einsatz, die nicht normierten Spannungen wurden später aber verlassen.

#### Einsatz nach dem Ersten Weltkrieg

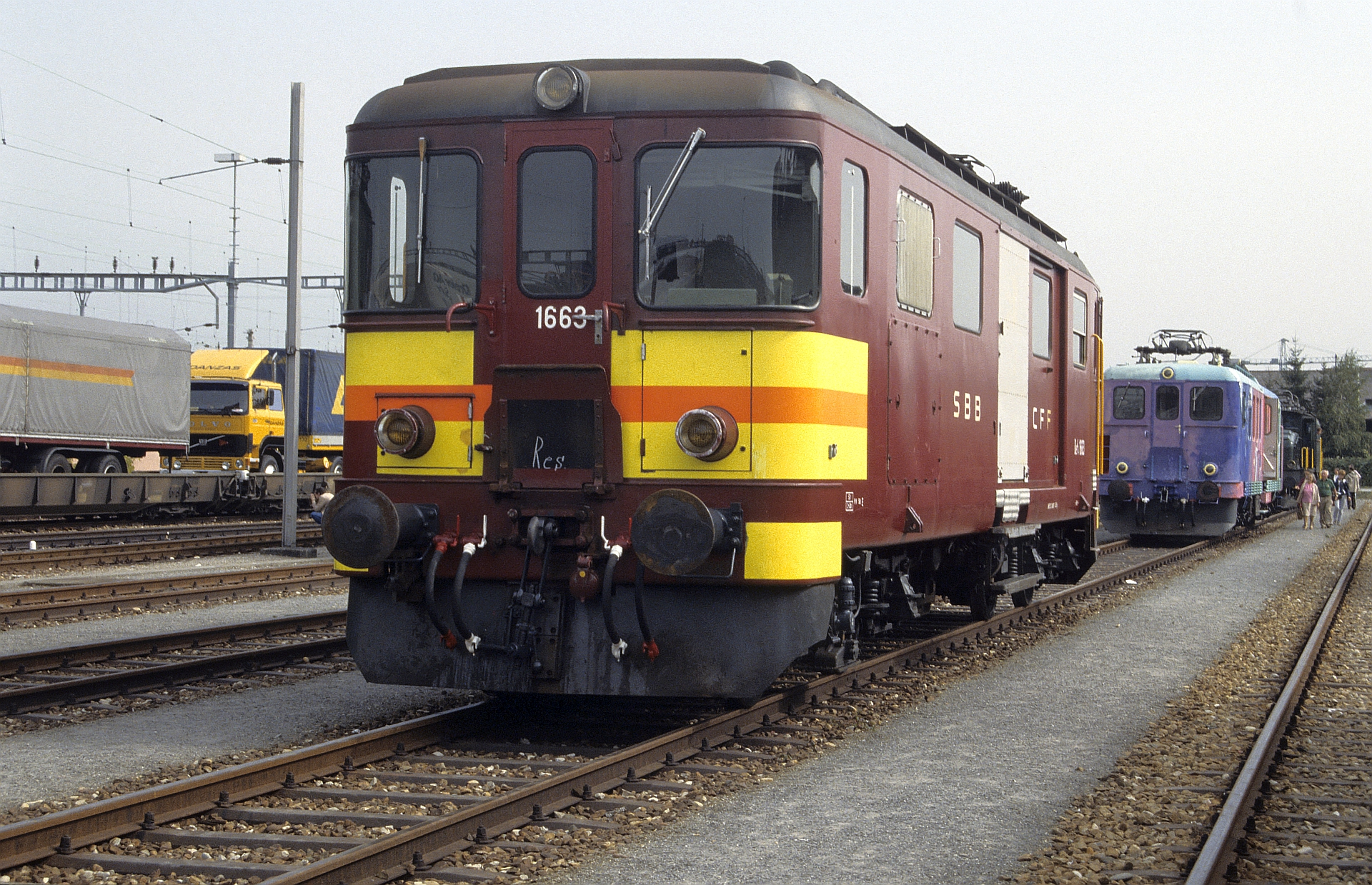
Gepäcktriebwagen De 4/4 der SBB

Die Rohstoff- und Kohleknappheit in Folge des Ersten Weltkriegs führte 1918/1919 dazu, dass der Eisenbahnbetrieb sonntags ruhen musste – mit Ausnahme der elektrifizierten Strecken. An diesen Tagen fuhren vor allem Triebwagen. Sie waren bei den meisten Bahnen wie Lokomotiven im Einsatz und bespannten Züge aus gemischtem Rollmaterial, einschließlich Gepäck-, Post- und Güterwagen.
Ab 1918 begannen nach der BLS und der RhB die SBB mit der Elektrifikation ihres Netzes mit Einphasenwechselstrom, zunächst bei den Bergstrecken am Gotthard. Sobald aber der elektrische Betrieb ins Flachland und die Agglomerationen kam, zeigte es sich, dass die Beschaffung von Triebwagen vorteilhaft sein könnte. Ab 1923 wurden insgesamt 21 Personentriebwagen (Ce 4/6 und zwei Ce 4/4) sowie 25 Gepäcktriebwagen (Fe 4/4) beschafft, die mit einer einheitlichen Vielfachsteuerung ausgerüstet waren. Mit Triebwagen an jedem Zugsende oder zusammen mit den gleichzeitig beschafften zehn Steuerwagen konnten nun Pendelzüge gebildet werden, die an den Endbahnhöfen ohne Rangiervorgänge wenden konnten und somit höhere Tagesleistungen erreichten.
Neue Ideen kamen Mitte der 1930er Jahre auf, als SBB und BLS mit Roten und Blauen Pfeilen zu experimentieren begannen. Leichte Triebwagen sollten als Alleinfahrer einen kostengünstigen Betrieb von Nebenlinien erlauben. Allerdings fanden sich kaum Linien mit so geringer Nachfrage und so beschafften beide Bahnen leichte Anhängewagen. Die BLS beschaffte danach nur noch zweiteilige Triebwagen mit höherer Leistung, die in den Hauptverkehrszeiten weitere Wagen mitführen konnten. Bei den SBB hingegen wanderten die Roten Pfeile mit der Zeit in Sonderverkehre ab.

#### Einsatz nach dem Zweiten Weltkrieg

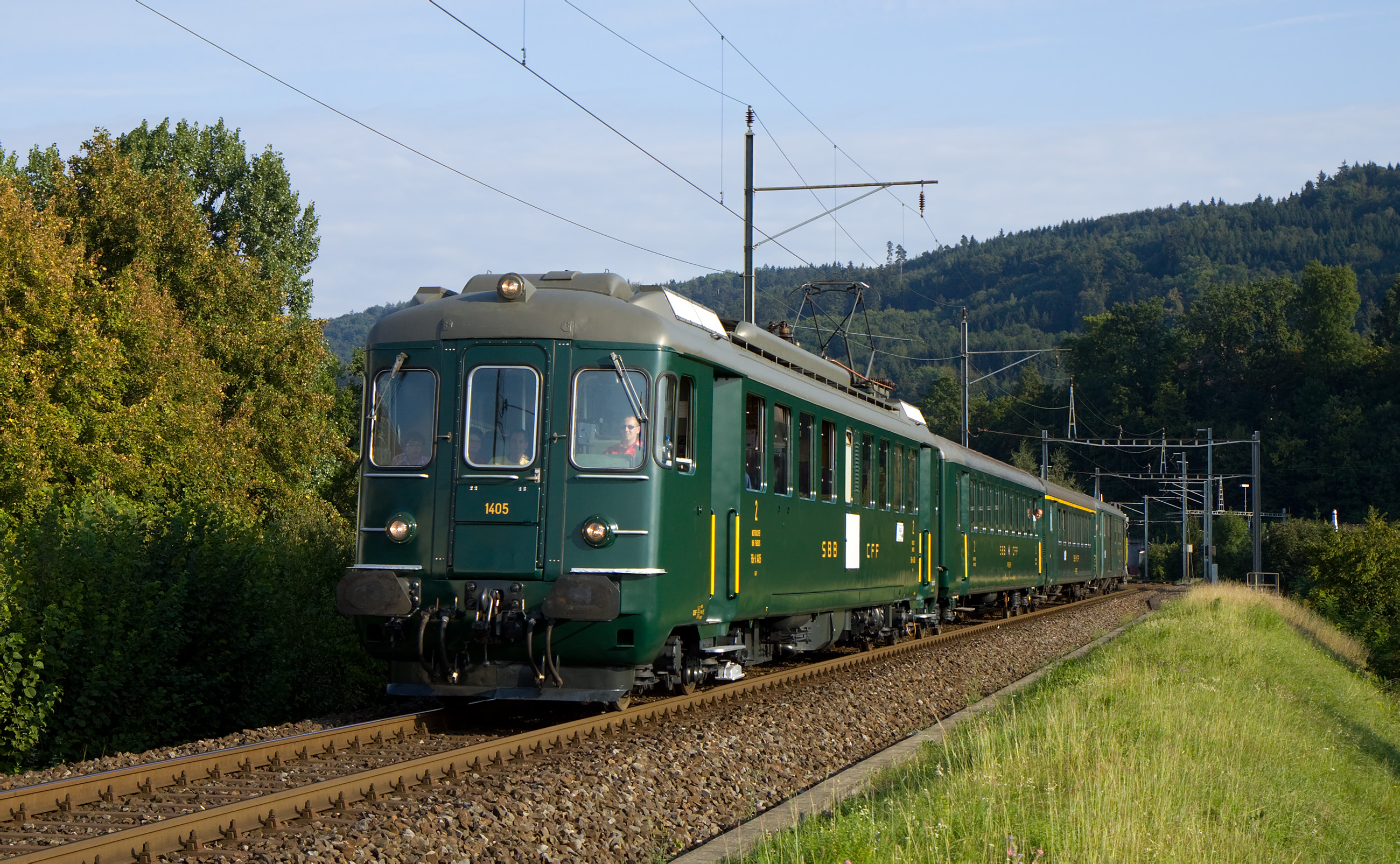
Ab 1959 ausgelieferter RBe 4/4 der SBB

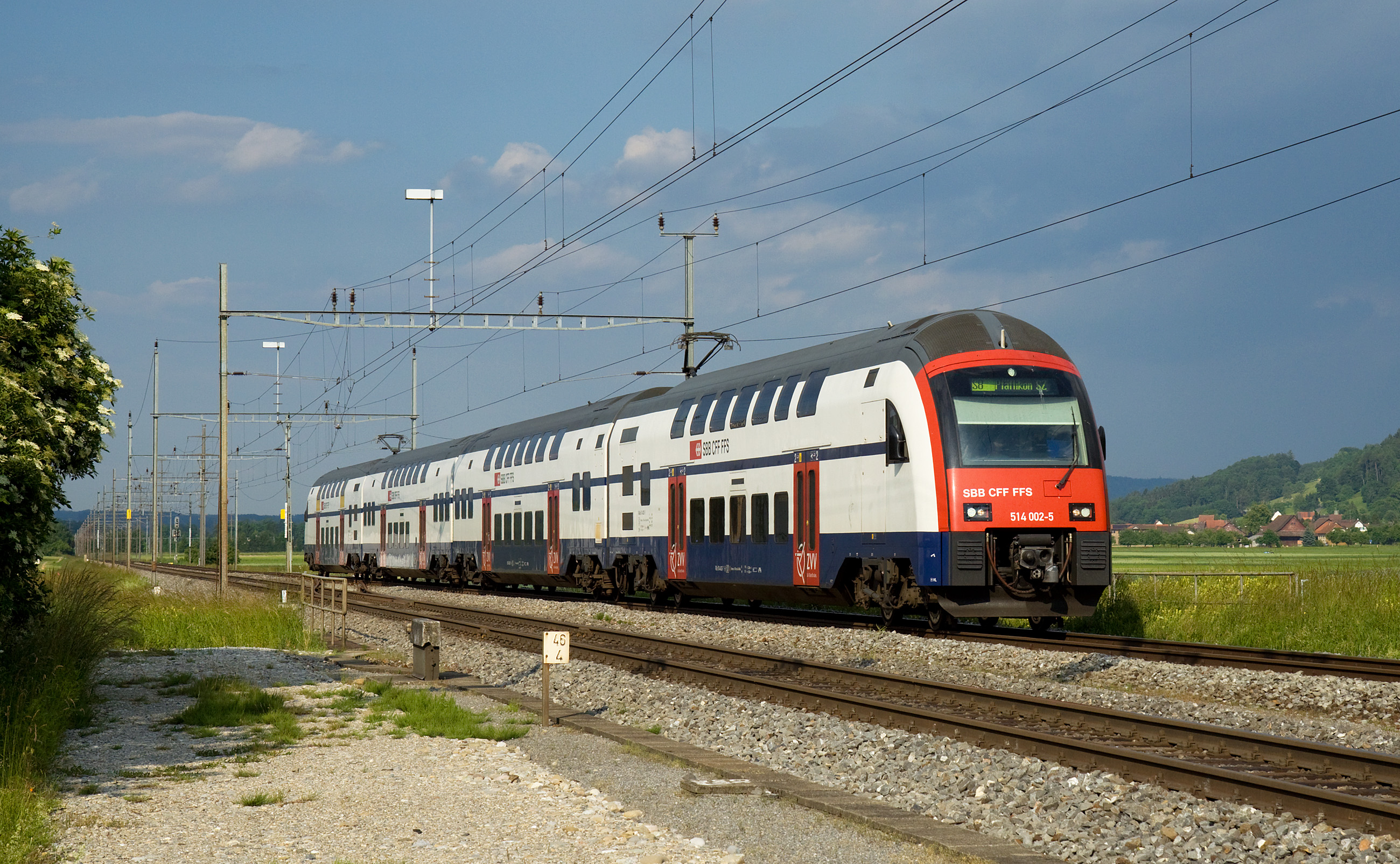
Moderner Elektrotriebzug: RABe 514 der SBB

Nach dem Zweiten Weltkrieg, systematisch aber erst in den 1960er Jahren, begann bei den Privatbahnen der Einsatz von Steuerwagen in größerem Umfang (bei normalspurigen Bahnen mit Hochleistungstriebwagen, EAV-Triebwagen und einem Nebenbahn-Triebwagen). In einigen Fällen wurden dabei vorhandene Triebwagen mit einer Fernsteuerung nachgerüstet (z. B. ABDe 4/4 101–102 der RVT und ABDe 4/4 5 der MO). In der gleichen Periode beschaffte die SBB ihre leistungsfähigen und anfänglich als Schnellzuglokomotiven eingesetzten RBe 4/4 sowie die ersten Triebzüge, zunächst Diesel- und Viersystem-TEE-Triebzüge, dann 1965–1967 zwanzig allachsgetriebene Vorortstriebzüge. 1982 erschienen die ersten Privatbahn-NPZ, zwei Jahre später begannen die NPZ-Lieferungen an die SBB. Damit war der Regionalverkehr der Normalspurbahnen im Wesentlichen „verpendelt“ (also auf Pendelzüge umgestellt).
Bei den Schmalspurbahnen beschaffte die Bremgarten-Dietikon-Bahn 1969 Gelenktriebwagen, die den Gesamtverkehr übernahmen. 1974 kamen in der Region Bern bei SZB/VBW, heute Regionalverkehr Bern–Solothurn die ersten Triebzüge zum Einsatz. Andere Bahnen beschafften vorerst weiterhin Pendelzüge, also Triebwagen, Steuerwagen und Zwischenwagen.
1997 gingen auf die Biel-Täuffelen-Ins-Bahn die ersten Stadler GTW in Betrieb, dieser Beschaffung hatte sich die CEV angeschlossen. Ein Jahr später setzte die Mittelthurgaubahn auf der Seeline, deren Betrieb sie von den SBB übernehmen konnte, normalspurige GTW ein. Dieser Triebwagentyp konnte danach in viele europäische Länder exportiert werden. Für Hauptstrecken und höhere Geschwindigkeiten wollten die SBB stärker motorisierte Fahrzeuge, woraus die Stadler Flirt entstanden. Abwandlungen aus diesen Triebzugtypen sind inzwischen auf diversen Schmalspurbahnen im Einsatz.
Im S-Bahn-Netz Zürich sollten von Anfang an Doppelstöcker zum Einsatz kommen. Nach langen Evaluationen entschied man sich für einen Pendelzug mit Triebkopf, der als Lokomotive Re 450 eingereiht wurde. Die zweite Beschaffung waren dann aber Triebzüge vom Typ RABe 514 von Siemens. Die dritte Beschaffung, die gleichzeitig Fahrzeuge für andere Agglomerationen umfasste, waren Stadler-Triebzüge vom Typ RABe 511, die schließlich als RABe 515 auch von der BLS beschafft wurden.

## Technik

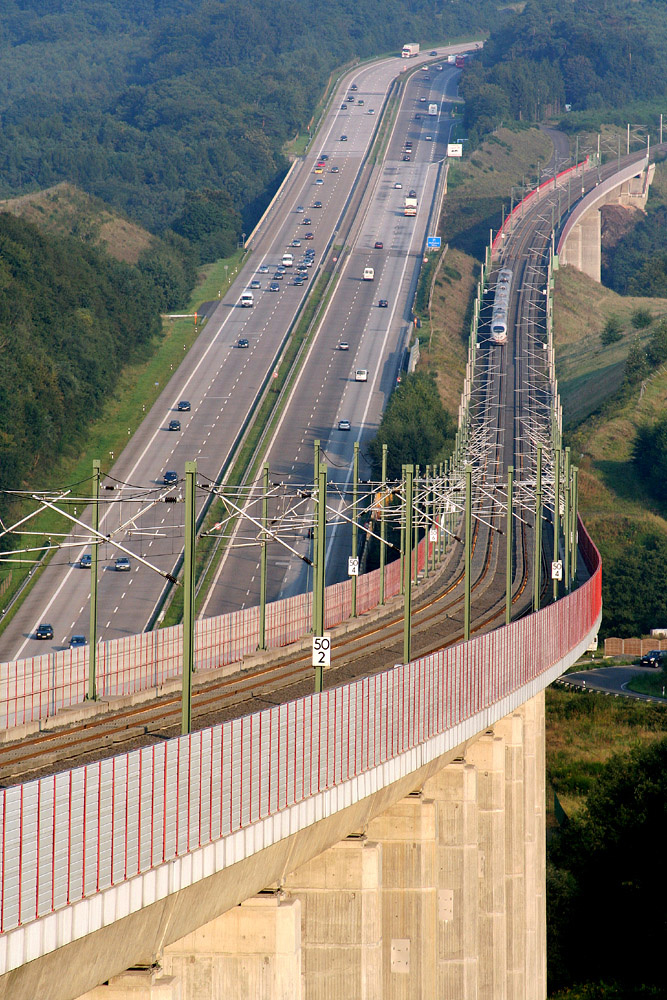
Große Steigungen wie an der Hallerbachtalbrücke sind mit Triebzügen besser zu bewältigen als mit lokbespannten Zügen

Jakobsdrehgestelle (oben) und konventionelle Drehgestelle (unten)

Im Vergleich zu lokomotivbespannten Wendezügen bestehen Triebzüge häufig aus im Betrieb nicht trennbaren Fahrzeugteilen, bei denen die technische Ausrüstung unter- oder oberhalb des Wagenkastens untergebracht ist. Mechanische Baugruppen wie Fahrmotoren sowie elektrische Komponenten wie Frequenzumrichter sind in der Regel unterflur installiert, Klimaanlagen werden auf dem Fahrzeugdach untergebracht. Meist sind mehrere Drehgestelle eines Triebzugs angetrieben. Auf diese Weise erhöht sich das Reibungsgewicht des Fahrzeugs, die Beschleunigung steigt und Anfahren bei nassen Schienen oder großen Steigungen wird vereinfacht. Die Schnellfahrstrecke Köln–Rhein/Main beispielsweise ist mit Neigungen von bis zu 40 Promille nur für Triebzüge zugelassen. Bei lokomotivbespannten Zügen wäre eine aufwendigere Trassenführung mit einem höheren Anteil an Ingenieursbauwerken notwendig. Da kein Platz für einen Maschinenraum benötigt wird, kann ein ICE 3 rund 20 Prozent mehr Fahrgäste aufnehmen als ein aus Lokomotive und Reisezugwagen gebildeter Intercity von gleicher Länge.
Da eine Trennung eines einzelnen Triebzuges nur in Bahnbetriebswerken erforderlich ist, können kompaktere Kurzkupplungen zwischen den Wagen verwendet werden. Der Abstand zwischen zwei Wagenkästen wird kleiner, ohne sie über die Kopfstücke vorziehen zu müssen. Die bei Reisezugwagen üblichen Übergangstüren können bei druckdichter Ausführung der Wagenübergänge entfallen oder leichter ausgeführt werden und im Betrieb offen bleiben.
Während ein Reisezugwagen in der Regel zwei Drehgestelle mit je zwei Radsätzen besitzt, sind bei Triebzügen alternative Achsformeln möglich. Weite Verbreitung haben Jakobs-Drehgestelle gefunden, die sich zwischen zwei Wagenkästen befinden. Züge mit Jakobsdrehgestellen haben insgesamt weniger Drehgestelle als herkömmliche Triebzüge. Das reduziert Masse und Kosten, erhöht aber die Achslasten. So entschied sich die Eurostar Group bei der Beschaffung neuer Züge 2010 für Siemens Velaro, da die AGV von Konkurrent Alstom mit seinen Jakobsdrehgestellen höhere Achslasten aufweisen. Seltener sind Einzelachsfahrwerke zu finden, beispielsweise bei der vierten Generation der Fahrzeuge für die S-Bahn Kopenhagen oder bei Talgo-Triebzügen. Von der Straßenbahnbauweise entlehnt ist der Einbau einer Sänfte zwischen zwei auf Drehgestellen laufenden Wagen. Anwendung findet dieses Prinzip unter anderem bei den Integral S5D95 der Bayerischen Oberlandbahn.
Für neue Triebwagengenerationen werden Leichtmetall- und Verbundwerkstoffe verwendet, um die Masse der Fahrzeuge deutlich zu senken. Sie haben meist automatische Mittelpufferkupplungen statt der Schraubenkupplungen mit zusätzlichen Puffern. Auf diese Weise ist eine Flügelung im laufenden Betrieb möglich.
Triebwagen mit Verbrennungsmotor haben meist eine hydrodynamische Kraftübertragung mit Strömungsgetrieben. Ein dieselelektrischer Antrieb mit nachgeschaltetem Generator und elektrischen Fahrmotoren ist in Deutschland seltener, er wurde beispielsweise bei den Schnelltriebwagen der Deutschen Reichsbahn oder bei den ab 1976 in Betrieb gesetzten VT 2E von LHB angewendet und hat mit den GTW und dem Bombardier Talent wieder eine gewisse Verbreitung gefunden. Kleinere Triebwagen (Schienenbus) besitzen häufig ein mechanisches Automatikgetriebe mit Retarder aus dem Kraftomnibusbau.
Ein Problem bei Dieseltriebwagen kann die Beeinträchtigung des Fahrkomforts durch Motorgeräusche und Vibrationen sein.